# Declinaciones del latín

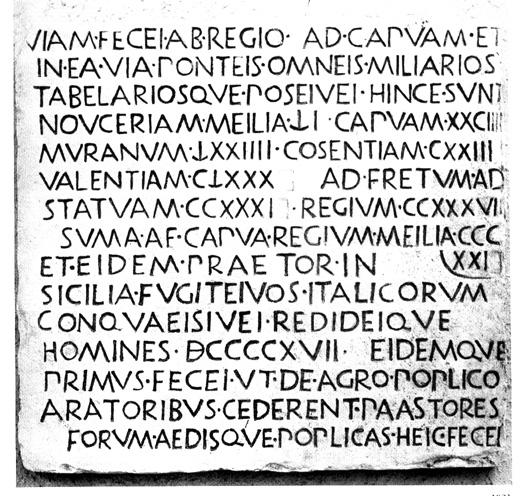
Hito encontrado cerca de Salerno que describe los centros atravesados por la Vía Apia (Capua-Rhegium).

Las declinaciones del latín son el conjunto de casos o variaciones en las palabras (sustantivos, adjetivos, pronombres y determinantes) de ese idioma. Es posible diferenciar tres categorías: género gramatical, número gramatical y caso gramatical. El género gramatical puede tener tres valores (masculino, femenino y neutro), el número, dos (singular y plural) y el caso, hasta seis formas (aunque frecuentemente dentro de un paradigma varias de las formas son iguales).
El latín tiene cinco paradigmas o "modelos de declinación". Cada modelo de declinación se basa en el tema o terminación de la raíz (y en los adjetivos también su género gramatical). Los diferentes casos se expresan mediante un sufijo (o morfema gramatical) añadido a la raíz de la palabra. La flexión de los adjetivos varía según su género gramatical.
El análisis tradicional de los paradigmas distingue seis casos: nominativo, vocativo, acusativo, genitivo, dativo y ablativo (marginalmente existen residuos de caso locativo para algunas pocas palabras). Este sistema de casos del latín ha desaparecido de los nombres en la mayoría de lenguas romances, aunque sigue siendo usado en los pronombres personales, también algunas lenguas románicas como el rumano, el francés antiguo y algunas lenguas retorrománicas en sus estadios antiguos poseen caso. Las demás lenguas solo conservan un sistema de casos hoy en día, mientras que otras conservan vestigios.

## Casos del latín
El latín heredó seis de los ocho casos gramaticales originales del protoindoeuropeo: el nominativo, el vocativo, el acusativo, el genitivo, el dativo y el ablativo. El caso locativo indoeuropeo sobrevivió en las declinaciones de algunos topónimos y sustantivos, como Roma "Roma" (locativo Romae) o domus "casa" (locativo domi). Algunas formas adverbiales que acaban en -e son vestigios del caso instrumental. Además en latín existen cinco grandes grupos de flexión nominal o "declinaciones":
- la de los temas en /-a/ (primera declinación)
- la de los temas en /-o/ (segunda declinación, nótese que en latín arcaico acaban en /o/ aunque en latín clásico *-os > -us)
- la de los temas en /-i/ y en consonante (tercera declinación)
- la de los temas en /-u/ (cuarta declinación)
- la de los temas en /-e/ (quinta declinación)

En latín, los adjetivos concuerdan con los sustantivos que acompañan no solo en género y número, sino también en caso gramatical. También ocurre cuando el sustantivo y el adjetivo pertenecen a declinaciones diferentes. Por ejemplo, en la frase poeta bonus magnas aves habet, "poeta" y "bonus" son nominativos singulares de la primera y la segunda declinación, respectivamente, mientras que "magnas" y "aves" son acusativos plurales de la primera y la tercera declinación.
El orden de enseñanza de los casos es generalmente N-V-Ac-G-D-Ab. Eso refleja la tendencia de casos diferentes a compartir terminaciones similares (véase tendencias sincréticas más abajo). Sin embargo, algunas escuelas enseñan los casos en el orden N-G-D-Ac-Ab-V. Las lenguas modernas que emplean sistemas de casos gramaticales suelen emplear el orden propio al presentar los casos latinos.

### Caso nominativo
El nominativo marca, generalmente, el sujeto de una oración o sus atributos.
Augustus imperātōr imperiī rōmānī fuit
'Augusto fue emperador del imperio romano'
Sin embargo, en latín hay otros usos del nominativo:
Urbs Rōma caput mundī vōcātur
'La ciudad de Roma es llamada la capital del mundo'
En esta frase, hay un complemento de denominación (Rōma) y un complemento predicativo del sujeto (caput).

### Caso vocativo
El vocativo marca el ser o entidad al que uno se dirige y, si es necesario, los adjetivos que acompañan a este sustantivo. Una expresión vocativa es una expresión utilizada para dirigirse directamente a alguien o algo, incluyendo en la frase la identidad de la persona a la que uno se dirige.
Fragmento de Eneida (29 a. C.-19 a. C.), de Virgilio (70 a. C.–19 a. C.):
| Original                                     | Traducción                                                               |
| -------------------------------------------- | ------------------------------------------------------------------------ |
| Musa, Mihi causas memora, quo numine laeso,  | Musa, recuérdame las causas, ¿qué decreto de su divina voluntad violado, |
| Quidue dolens, regina deum tot volvere casus | tanto dolió a la reina de los dioses,                                    |
| Insignem pietate virum, tot adire labores    | porque a un hombre distinguido en la piedad a emprender tantas pruebas   |
| Impulerit. Tantaene animis caelestibus irae? | obligase? ¿Por qué tanto de ira en los ánimos celestiales?               |

Con la primera palabra de este fragmento, el poeta se dirige a su musa, queriendo remarcar que se dirige precisamente a ella. Por ello, musa se encuentra en caso vocativo.

### Caso acusativo

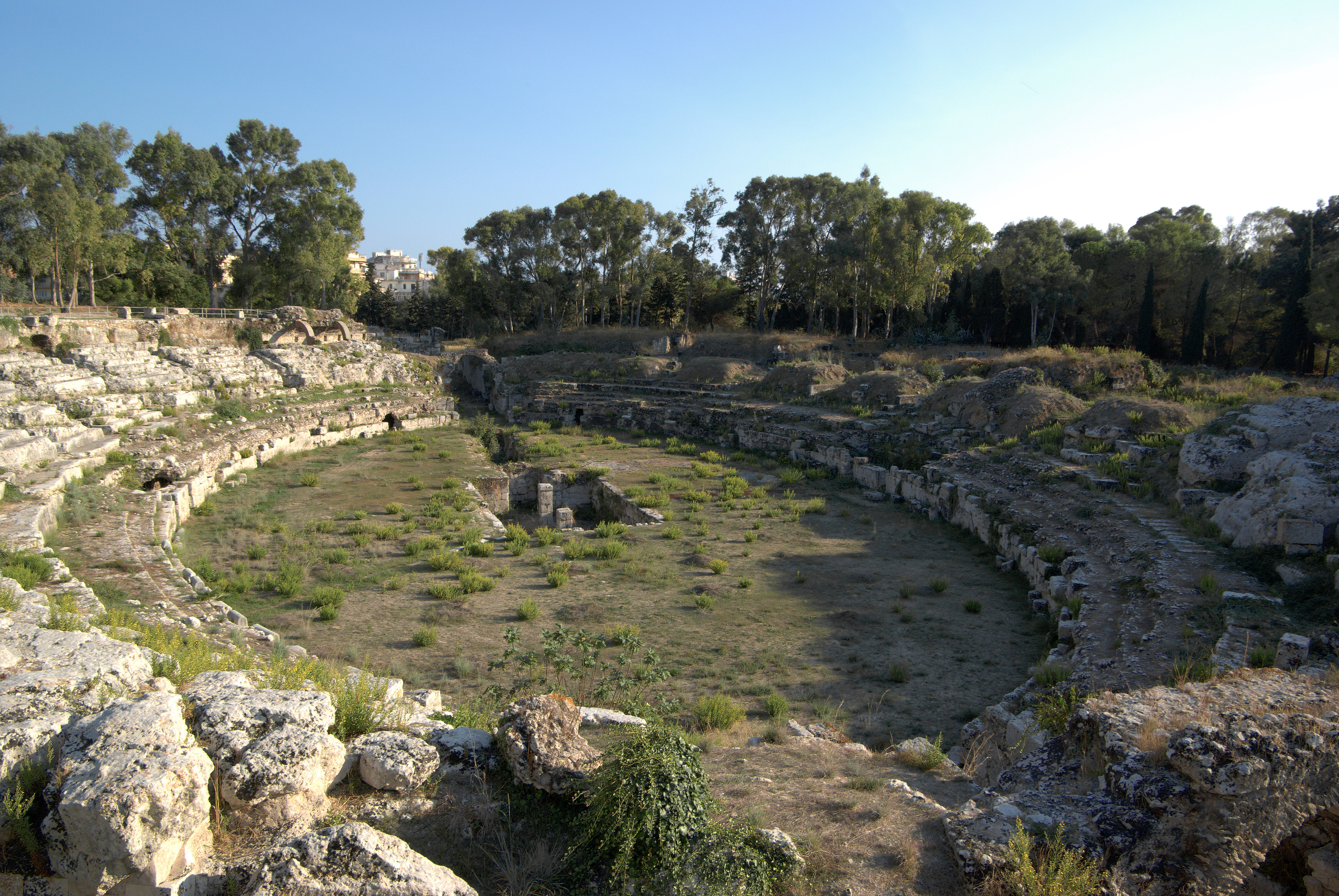
Sicilia cayó bajo la influencia romana en 241 a. C.

El acusativo marca, generalmente, el complemento directo de un verbo transitivo, es decir, el objeto sobre el que se produce la acción del verbo.
Scipionis Africani exercitus incurret hostem
El ejército de Escipión el Africano ataca al enemigo
Sin embargo, el acusativo también puede tener otras funciones:
- acusativo de duración: indica el espacio de tiempo durante el cual se prolonga la acción del verbo.

Postea trecentos annos Romani totum Mare Mediterraneum imperaverunt
"Después, los romanos dominaron todo el mar Mediterráneo durante trescientos años"
- acusativo de dirección: indica la dirección de un movimiento. Los nombres propios de ciudades e islas no llevan preposición, mientras que en el resto de casos se utiliza las preposiciones in (movimiento hacia el interior de un lugar) o ad (movimiento hacia los alrededores de un lugar).

Romani Siciliam navigant et terram occupant
"Los romanos navegan a Sicilia y ocupan la tierra"
Legatus in Hispaniam missus est
"El legado fue enviado a Hispania"
Milites ad oppidum appropinquant
"Los soldados se acercan a la fortaleza"
- en oraciones completivas de infinitivo: el sujeto de una oración subordinada se pone en acusativo, mientras que el verbo aparece en infinitivo. Esto se debe a que toda la oración subordinada es un complemento directo del verbo llamado "principal". Se da especialmente con verbos de decir, parecer.

Dico te priore nocte venisse in M. Laecae domum ("Digo que tú, la noche pasada, fuiste a casa de M. Leca")
- con determinadas preposiciones:[6]

Fretum Gaditanum partem maris inter Hispaniam et Africam est ("El estrecho de Gibraltar es la parte del mar entre Hispania y África")
- como complemento predicativo del complemento directo: van en acusativo las palabras que completan el significado del complemento directo.

Pauperes existimant divites felices ("Los pobres consideran felices a los ricos")
- en exclamaciones:

Me miseram! ")

### Caso genitivo

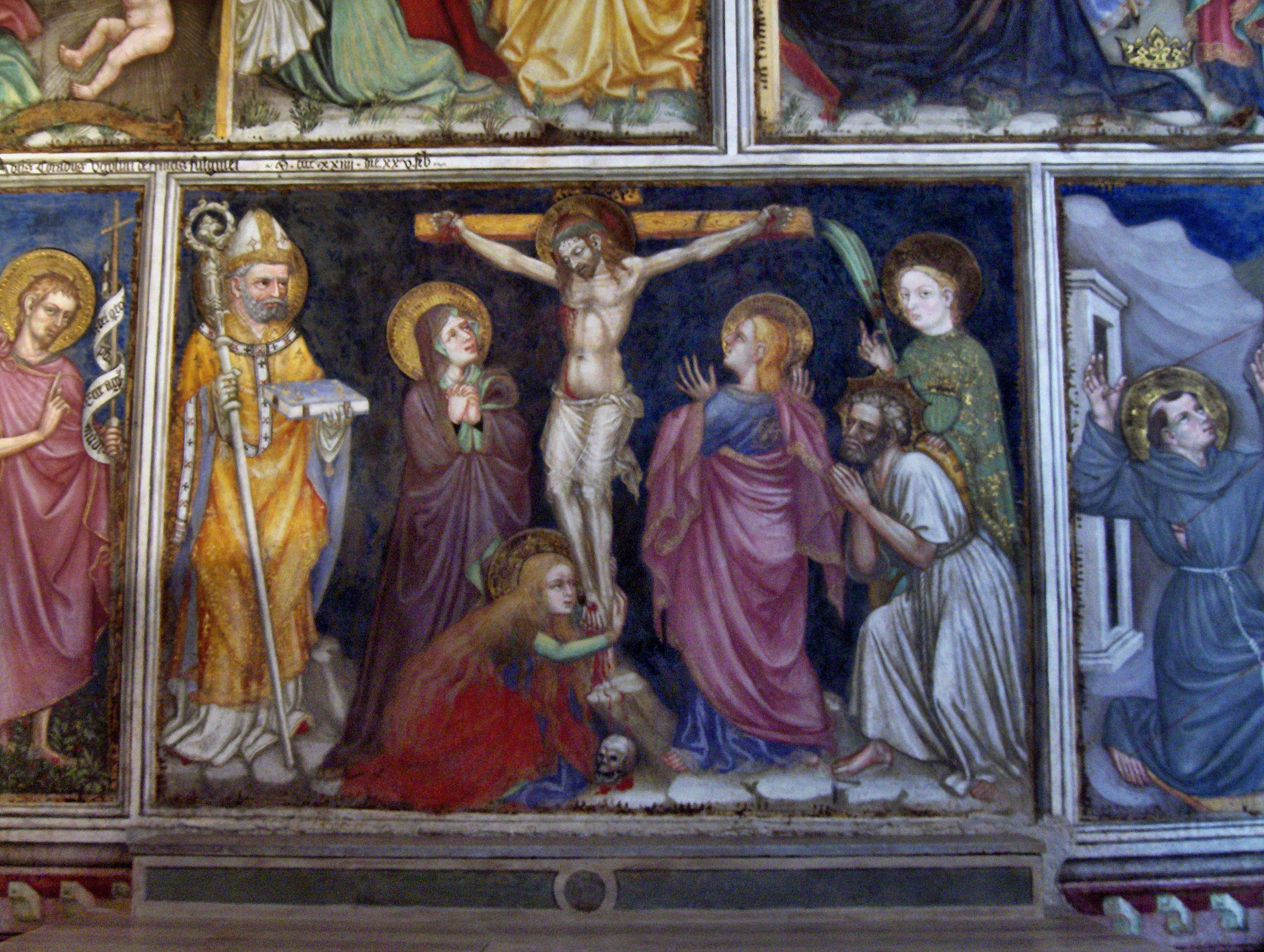
A la izquierda, Santiago de la Vorágine, sostiene La leyenda dorada.

El genitivo marca, generalmente, el complemento del nombre de un sustantivo. En la mayoría de casos, indica una relación de posesión en la que el sustantivo en genitivo es el poseedor. Los usos del genitivo se pueden dividir en adjetivales y adverbiales.
Usos adjetivales
- genitivo posesivo: indica una relación de posesión.

Caput primum provinciae Africae Utica fuit ("La primera capital de la provincia de África fue Útica")
- genitivo subjetivo: indica una relación en la que hay una actividad y un autor de la misma.

Deus pugnat pro iis et vos non videtis. Cessate iam, ne in vos ira Dei descendat ("Dios lucha por ellos y no os dais cuenta. Deteneos, no sea que caiga sobre vos la ira de Dios.")
- genitivo objetivo: indica el objeto de una acción implicada por un sustantivo o adjetivo.

[...] Metus hostilis in bonis artibus civitatem retinebat ("El miedo del enemigo mantenía la ciudad en el buen camino")
- genitivo partitivo: indica lo mayor a lo que pertenece algo.

Tarraco caput fuit prouinciae Tarraconensis, qua maior pars Hispaniae continebatur ("Tarraco fue la capital de la provincia Tarraconense, que cubría la mayor parte de Hispania")
- genitivo de definición: define un nombre común dando un ejemplo concreto de cosas que pertenecen a la misma clase:

[...] decessit non solum iuvenibus sed et universae genti memoriam mortis suae ad exemplum virtutis ("[...] dejó, no sólo a los jóvenes sino a toda la nación, un ejemplo de virtud")
- genitivo de descripción: describe un objeto o persona en términos de cantidad o calidad.

Daedalus, vir magni ingenii, in insula Creta exsulabat ("Dédalo, hombre de gran inteligencia, vivía exiliado en la isla de Creta")
- genitivo de valor: describe el valor o el precio de algo.

Si quis aquam oletarit, sestertiorum decem milium multa esto ("si alguien ensuciara el agua, sería multado con diez mil sestercios")
Usos adverbiales
- con determinados verbos relacionados con la memoria ("olvidar", "recordar", etc.).

Et dixit Sion: Dereliquit me Dominus, et Dominus oblitus est mei. ("Sion decía: «El Señor me ha abandonado, mi Dios se ha olvidado de mi»."
- con los verbos defectivos utor, fruor, fungor, potior, vescor y opus est ("utilizar", "disfrutar", "llevar a cabo, "poseer", "comerse" y "hacer falta", respectivamente)

Cleanthes solem dominari et rerum potiri putat ("Cleantes cree que el sol domina y es el amo de todo el universo")
- con verbos con el significado de "llenar", o adjetivos con el significado de lleno.

Videte, pueri: his saccus plenus est pirorum ("Ved, niños: este saco está lleno de peras")
- con verbos con el significado de "dar pena", "aburrir".

Taedet me huius quotidiani mundi ("Me aburre este mundo cotidiano")
- con verbos referentes a un procedimiento jurídico, como "acusar", "absolver", etc.

[...] quisquam impie diffamavit patrem et accusavit adulterii oculti ("[...] cualquiera que deslealmente difamara al padre y lo acusara de adulterio oculto")
Sin embargo, el genitivo también puede tener diversas otras funciones:

### Caso dativo

Vercingétorix, uno de los más célebres enemigos de Julio César, le entrega las armas en Alesia.

El dativo marca, generalmente, el complemento indirecto de un sustantivo. En la mayoría de casos, indica una situación en la que el sustantivo en dativo es el que recibe el complemento directo ("Juan da un bolígrafo a Ana"; Ana es el CI porque recibe el CD, que es el bolígrafo).
Pater puero librum donat ("El padre da el libro al niño")
- dativo de régimen verbal: acompaña a algunos verbos y adjetivos, ejerciendo de complemento de régimen. Se trata de verbos con el significado de "obedecer", "pasar" o adjetivos con el significado de "similar".

Quam similis soli est, Naevia, noster amor! ("¡Qué parecido al sol que es, Nevia, nuestro amor!")
- dativo posesivo: es una construcción que denota posesión por parte del sustantivo en dativo.

Caesari multi inimici erant ("César tenía muchos enemigos", literalmente "Había muchos enemigos para César")
- dativo de finalidad: indica la finalidad con la cual se hace una acción.

Non omnes milites gloriae pugnant ("No todos los soldados luchan por la gloria")
- doble dativo: es una mezcla de dativo posesivo y dativo de finalidad.

Ipsum bellum est mihi curae ("Esta guerra es un motivo de preocupación para mí")
- dativo de autor: indica una impresión desde el punto de vista de alguien.

Vir bonus regi videtur ("Este hombre le parece bueno al rey")
- dativo de complemento agente: se utiliza en combinación con el gerundio para indicar quien tiene que ejecutar la acción.

Haec nobis agenda sunt ("Estas cosas han de ser hechas por nosotros")
- dativo cómodo: que indica para quien o que se lleva a cabo una acción.

Graecis terras colimus ("Cultivamos tierras para los griegos")
- dativo ético: se trata de una forma enfática que indica que la persona en caso dativo tiene un interés especial en la acción. Casi siempre se trata de una implicación afectiva.

Quid mihi Celsus agit? ("¿Qué hace Celso?" sobreentendiéndose que el hablante tiene un interés especial)

### Caso ablativo

Mapa de la Galia antes de la conquista romana.

En latín, el ablativo es el caso con más usos diferentes. A grandes rasgos se puede decir que las palabras en ablativo cumplen funciones de complemento circunstancial de tiempo, de lugar, etc. Muchos sintagmas en ablativo se pueden traducir por adverbios: cum celeritate se traduce por "rápidamente" (literalmente, "con velocidad"). El ablativo latino unifica tres casos presentes en el antiguo indoeuropeo: el separativo, el instrumental y el locativo.
- ablativo de lugar: indica el lugar en el cual o desde el que se produce la acción. (nota: se utiliza el acusativo para indicar el lugar hacia el cual se produce la acción)

Hannibal, filius Hamilcaris, Carthagine natus est ("Aníbal, hijo de Amílcar, nació en Cartago")
Ex Graecia ad Italiam navigaverunt ("Navegaron de Grecia a Italia")
- ablativo de separación: indica una separación física respecto al sustantivo en ablativo.

Cicero hostes ab urbe prohibuit ("Cicerón mantuvo a los enemigos lejos de la ciudad")
- ablativo de instrumento: indica el instrumento o el medio con el que se lleva a término la acción.

Marcus pede vexabat Corneliam quae dormire volebat ("Marcos molestaba con el pie a Cornelia, que quería dormir")
- ablativo de manera: indica de qué manera se produce la acción.

Allobroges crebris ad Rhodanum dispositis praesidiis cum magna cura et diligentia suos finas tuentur ("Los alóbroges, situando guardias a lo largo del Ródano, defienden sus fronteras con vigilancia y energía")
- ablativo de tiempo: indica el marco temporal en el que se produce la acción.

Ne quis tamen ignoraret, quibus in locis Caesar exercitusque eo tempore fuissent [...] ("Porque nadie ignore en que lugares se encontraban César y el ejército en aquel tiempo [...]")
- ablativo absoluto: marca las circunstancias en que se produce la acción.

Urbe capta, Aeneas fugit ("Capturada la ciudad, Eneas huyó")
- ablativo de circunstancias expectantes: es igual que el ablativo absoluto, pero las circunstancias "esperan" la acción.

Cum magno clamore civium ad urbem perveniunt ("Llegan a la ciudad con gran clamor por parte de la población")
- ablativo de acompañamiento: el ablativo siempre va precedido por la preposición cum ("con") e indica con quien o que se hace la acción.

Ego et Iulia cum nostris amicis de amicitia dicebamus ("Yo y Julia hablamos de amistad con nuestros amigos")
- ablativo de separación: indica el todo del cual forma parte un número; es precedido por la preposición e/ex ("de").

Centum ex viris mortem dice timebant et nihil clementiae exspectabant ("Cien de los hombres temían la muerte durante mucho tiempo y no esperaban ninguna clemencia")

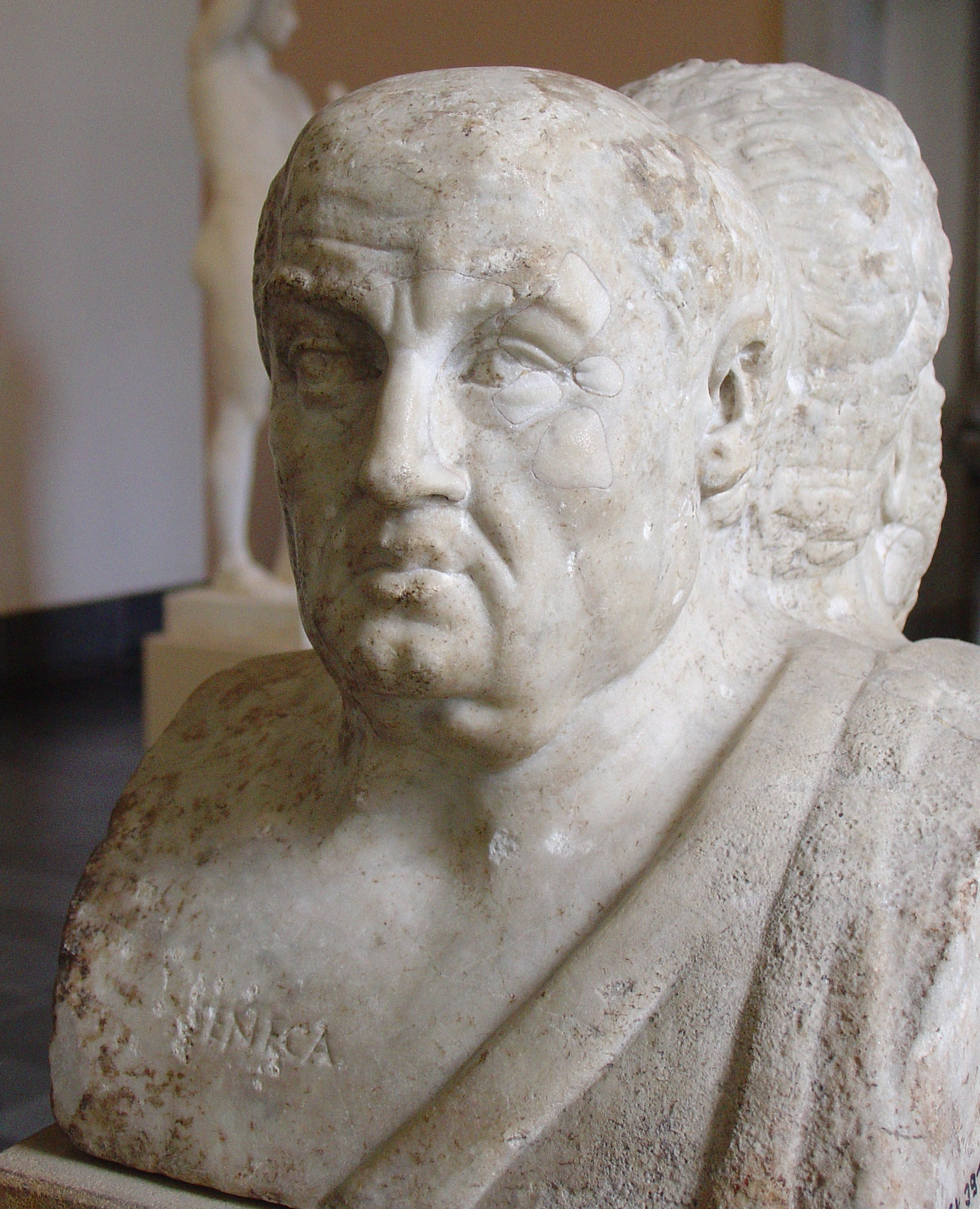
Séneca, uno de los filósofos romanos más célebres.

- ablativo de agente: indica el agente que efectúa la acción en una oración pasiva. Si el agente es una persona, es precedido por la preposición a/ab ("por")

Atticus adoptatus est a Caecilio ("Ático fue adoptado por Cecilio")
Populus militia atque inopia urgebatur ("El pueblo era abrumado por el servicio militar y la miseria")
- ablativo de comparación: la segunda parte de una comparación va en ablativo (la primera va en nominativo).

Vilius argentum est auro, virtutibus aurum ("La plata es menos valiosa que el oro, y el oro que las virtudes")
- ablativo de causa: indica la causa que motiva la acción.

Clamare gaudio coepit ("Empezó a gritar de alegría")
- ablativo de grado de diferencia: indica el grado en que difieren dos o más cosas.

Puella multo prudentior est puero ("La chica es mucho más prudente que el chico")
- ablativo de descripción: tiene una función similar a la del genitivo de descripción; indica una cualidad de un sustantivo.

Philosophus magna sapientia ("Un filósofo de gran sabiduría")
- ablativo de especificación: da una información más específica sobre una palabra anterior.

Corpore senex esse poterit, animo numquam erit ("Puede ser viejo de cuerpo, pero nunca será viejo de espíritu")
- ablativo de precio: de función similar al genitivo de precio. Indica el precio de una cosa.

Antonius rienda addixit pecunia ("Antonio vendió tronos por dinero")

### Caso locativo
El caso locativo sirve para indicar el lugar donde se produce la acción. Es un caso extremadamente raro en latín; es un vestigio del indoeuropeo que solo se aplica en los nombres de las ciudades y de islas pequeñas, así como en algunas palabras aisladas. Mientras que todos los demás sustantivos utilizan el ablativo con una preposición, las palabras en locativo nunca llevan preposición. Es idéntico al genitivo singular de la primera y la segunda declinación, y en el resto de casos es idéntico al ablativo, excepto en el caso del sustantivo domus ("casa"), que tiene el locativo domi.
Servus Romae erat ("El esclavo estaba en Roma")

### Tendencias sincréticas

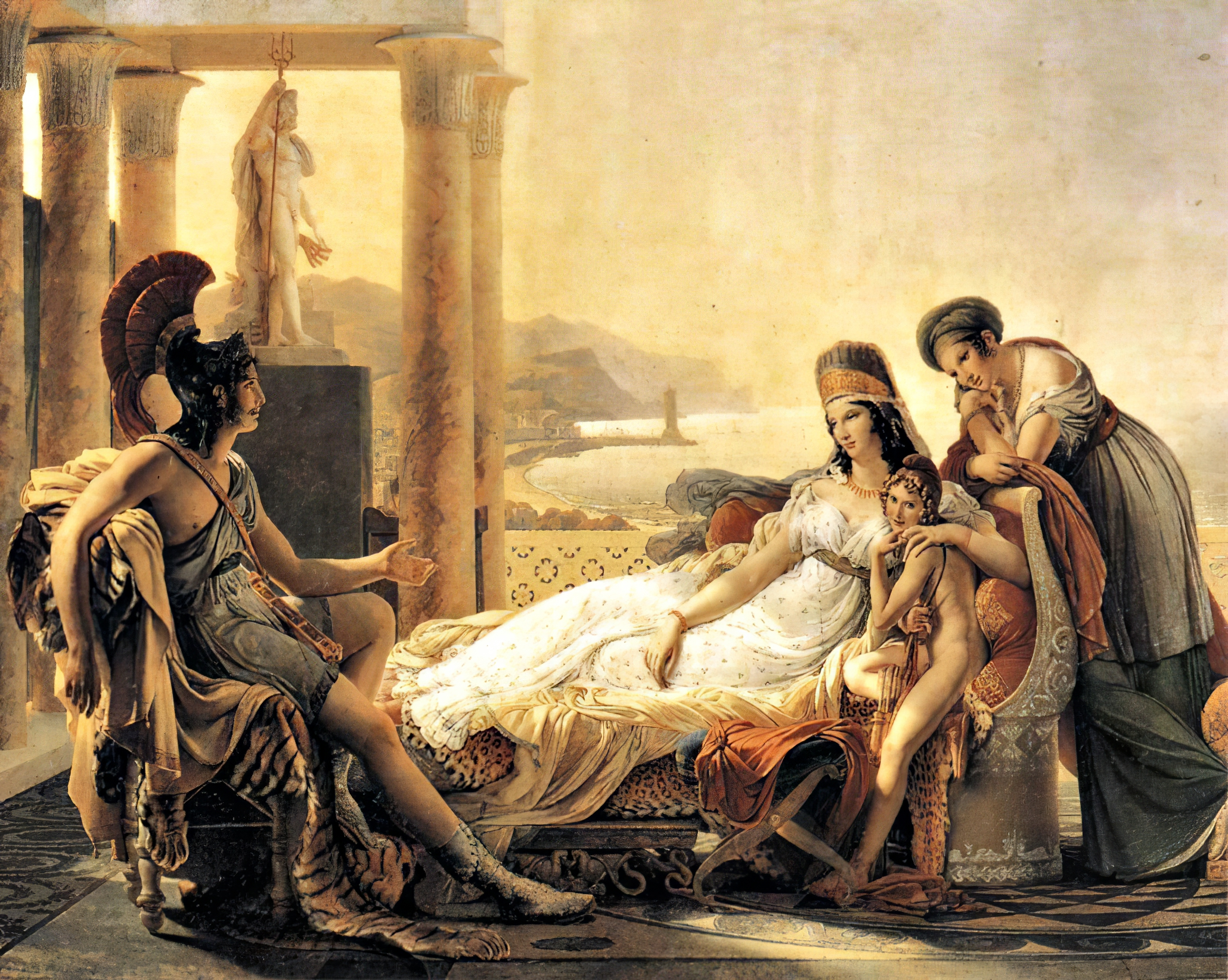
De bello Troiano, o Aenea, multi multa iam narraverunt. Dido se dirige a Eneas utilizando el vocativo Aenea.

El sincretismo, un fenómeno lingüístico en el que dos o más valores morfosintácticos comparten la misma terminación, es habitual en el latín.
El nominativo, vocativo y acusativo de las palabras neutras en plural siempre acaba en -a, con algunas excepciones (algunos pronombres demostrativos, relativos y similares; en estas formas, el plural neutro tiene la misma forma que el nominativo singular femenino).
El vocativo plural siempre es idéntico al nominativo plural, y el vocativo singular es idéntico al nominativo singular excepto en la segunda declinación y en algunas palabras griegas (el vocativo de Marcus es Marce y el vocativo de Aeneas es Aenea).
El acusativo singular siempre acaba en una vocal corta seguida de -m, excepto en algunas palabras neutras con raíces inusuales. El acusativo plural de las palabras masculinas y femeninas siempre acaba en una vocal larga más -s, igual que el nominativo plural de la tercera, cuarta y quinta declinación.
El genitivo singular es igual que el nominativo plural en las palabras masculinas y femeninas de la primera y segunda declinación.
El dativo singular es igual que el genitivo singular en las palabras de la primera y quinta declinación.
El dativo y el ablativo son siempre iguales en plural. También es el caso en el dativo singular de la segunda declinación, algunas palabras de la tercera declinación de tema en -i, y las palabras neutras de la cuarta declinación.
Cuando se utiliza el locativo, es idéntico al ablativo en la cuarta y quinta declinaciones. El locativo, el ablativo y el dativo son idénticos en el plural.

## Declinaciones
El latín tiene cinco declinaciones diferentes, que se distinguen principalmente por la terminación ¿del tema?
- Primera declinación: tema en -a, como por ejemplo rosa ("rosa")
- Segunda declinación: tema en -o, como por ejemplo cactos ("cacto, cactus")
- Tercera declinación: tema en consonante o en -i, como por ejemplo praetor ("pretor") o canis ("perro")
- Cuarta declinación: tema en -u, como por ejemplo senatus ("senado")
- Quinta declinación: tema en -e, como por ejemplo dies ("día")

Sin embargo, la evolución del latín ha provocado cambios fonéticos en la terminación de algunas palabras, haciendo que el nominativo por sí solo no siempre sirva para determinar a que declinación pertenece una palabra en concreto (por ejemplo, saltus, "salto"). Por este motivo, las palabras latinas se enuncian con el nominativo más el genitivo, y es en esta forma como se encuentran en la gran mayoría de diccionarios. Por ejemplo:
- natio, nationis, donde natio es el nominativo y nationis es el genitivo.
- bellum, belli, donde bellum es el nominativo y belli es el genitivo.

También se puede escribir el genitivo de forma abreviada. Así, los ejemplos anteriores se escribirían natio, -onis y bellum, -i.

### Primera declinación
| Declinación de puella ("niña") | Declinación de puella ("niña") | Declinación de puella ("niña") |
|                                | Singular                       | Plural                         |
| ------------------------------ | ------------------------------ | ------------------------------ |
| Nominativo                     | puell-a                        | puell-ae                       |
| Vocativo                       | puell-a                        | puell-ae                       |
| Acusativo                      | puell-am                       | puell-ās                       |
| Genitivo                       | puell-ae                       | puell-ārum                     |
| Dativo                         | puell-ae                       | puell-īs                       |
| Ablativo                       | puell-ā                        | puell-īs                       |

| Declinación de nauta ("marinero") | Declinación de nauta ("marinero") | Declinación de nauta ("marinero") |
|                                   | Singular                          | Plural                            |
| --------------------------------- | --------------------------------- | --------------------------------- |
| Nominativo                        | naut-a                            | naut-ae                           |
| Vocativo                          | naut-a                            | naut-ae                           |
| Acusativo                         | naut-am                           | naut-as                           |
| Genitivo                          | naut-ae                           | naut-arum                         |
| Dativo                            | naut-ae                           | naut-is                           |
| Ablativo                          | naut-a                            | naut-is                           |

| Declinación de Aphrodite ("Afrodita") | Declinación de Aphrodite ("Afrodita") |
|                                       | Singular                              |
| ------------------------------------- | ------------------------------------- |
| Nominativo                            | Aphrodit-e                            |
| Vocativo                              | Aphrodit-e                            |
| Acusativo                             | Aphrodit-en                           |
| Genitivo                              | Aphrodit-es                           |
| Dativo                                | Aphrodit-ae                           |
| Ablativo                              | Aphrodit-e                            |

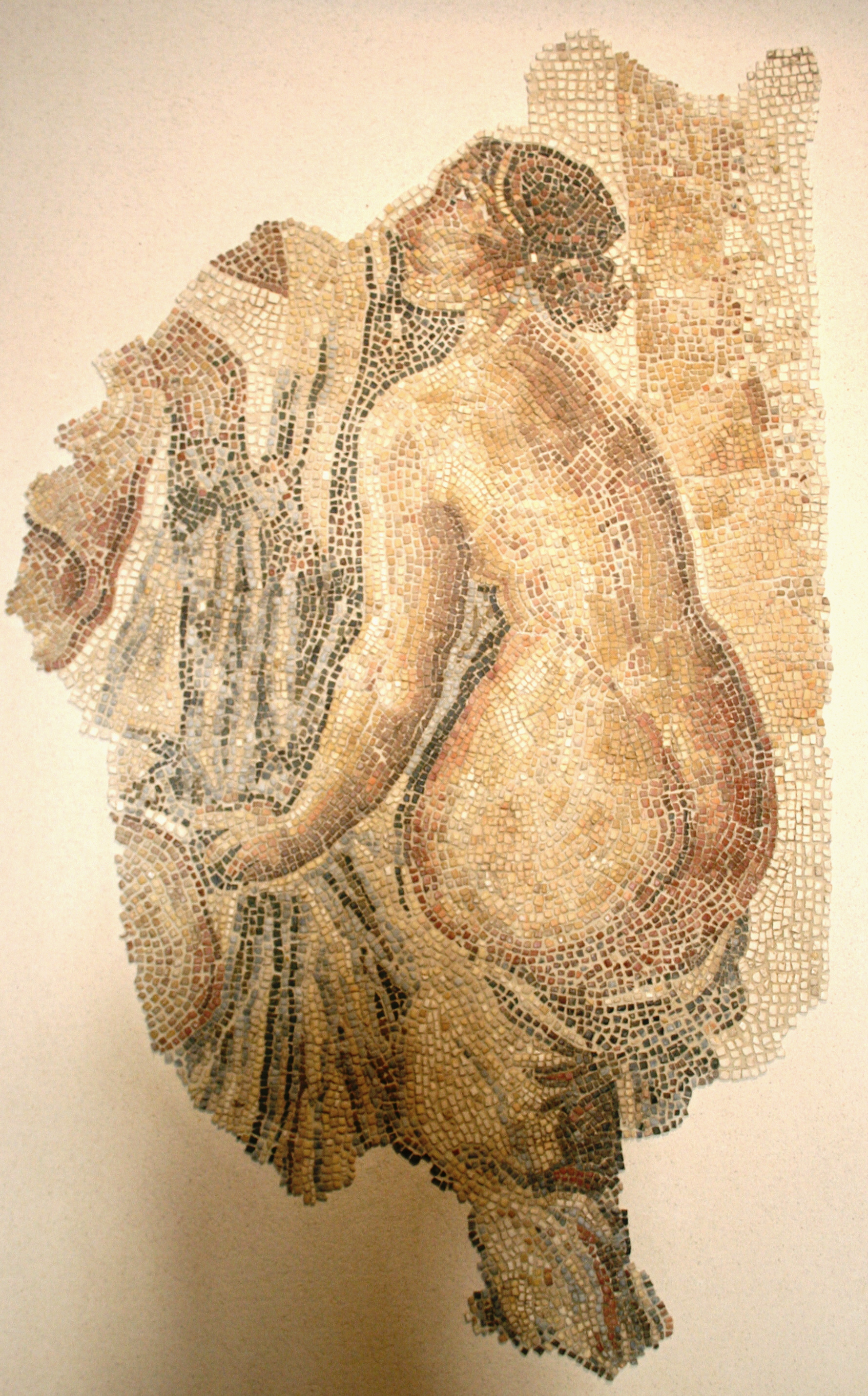
Una muchacha (puella) bañándose. Mosaico romano de Marsella.

Las palabras que se rigen por la primera declinación son aquellas que tienen el tema en -a. Gran parte de los sustantivos y adjetivos castellanos acabados en -a tienen su origen en palabras de la primera declinación latina. La gran mayoría de palabras de esta declinación son de género femenino, sacadas, a excepción de, nombres propios de hombre (Sulla) o nombres que designan oficios tradicionalmente reservados al hombre (pirata). Los adjetivos son siempre femeninos. Tanto las palabras femeninas como las masculinas se declinan del mismo modo.
La primera declinación del latín también incluye algunas palabras griegas, que derivan de la primera declinación del griego antiguo. La declinación en singular de estas palabras es irregular. En ocasiones, estas palabras griegas son declinadas como si fueran palabras originales latinas. Por ejemplo, se puede usar el nominativo athleta en lugar del original athletes.
Hace falta remarcar varias peculiaridades de esta declinación:
- La terminación antigua del genitivo singular es -as. En el latín clásico, quedaban vestigios de esta terminación, sobre todo en construcciones con la palabra familia: pater familias y mater familias.

- En poesía, a veces se utiliza la terminación -ai para el genitivo singular (terrae pasa a ser terrai). También es habitual la forma de genitivo plural arcaico en -um en lugar de -arum  (incolum en lugar de incolarum).

- Tanto las palabras de la primera declinación como las de la segunda utilizan la terminación -is en el dativo y ablativo plural, palabras parecidas como equus ("caballo") y equa ("yegua") resultan idénticas en estos casos. Para hacer la distinción, las palabras de la primera declinación que se encuentran con este problema utilizan la terminación -abus en el dativo y ablativo plural (equis pasa a ser equabus).

### Segunda declinación
| Declinación de servus ("esclavo") | Declinación de servus ("esclavo") | Declinación de servus ("esclavo") |
|                                   | Singular                          | Plural                            |
| --------------------------------- | --------------------------------- | --------------------------------- |
| Nominativo                        | serv-us                           | serv-i                            |
| Vocativo                          | serv-e                            | serv-i                            |
| Acusativo                         | serv-um                           | serv-os                           |
| Genitivo                          | serv-i                            | serv-orum                         |
| Dativo                            | serv-o                            | serv-is                           |
| Ablativo                          | serv-o                            | serv-is                           |

| Declinación de piscatum ("plato de pescado") | Declinación de piscatum ("plato de pescado") | Declinación de piscatum ("plato de pescado") |
|                                              | Singular                                     | Plural                                       |
| -------------------------------------------- | -------------------------------------------- | -------------------------------------------- |
| Nominativo                                   | piscat-um                                    | piscat-a                                     |
| Vocativo                                     | piscat-um                                    | piscat-a                                     |
| Acusativo                                    | piscat-um                                    | piscat-a                                     |
| Genitivo                                     | piscat-i                                     | piscat-orum                                  |
| Dativo                                       | piscat-o                                     | piscat-is                                    |
| Ablativo                                     | piscat-o                                     | piscat-is                                    |

| Declinación de vesper ("tarde") | Declinación de vesper ("tarde") | Declinación de vesper ("tarde") |
|                                 | Singular                        | Plural                          |
| ------------------------------- | ------------------------------- | ------------------------------- |
| Nominativo                      | vesper                          | vesper-i                        |
| Vocativo                        | vesper                          | vesper-i                        |
| Acusativo                       | vesper-um                       | vesper-os                       |
| Genitivo                        | vesper-i                        | vesper-orum                     |
| Dativo                          | vesper-o                        | vesper-is                       |
| Ablativo                        | vesper-o                        | vesper-is                       |

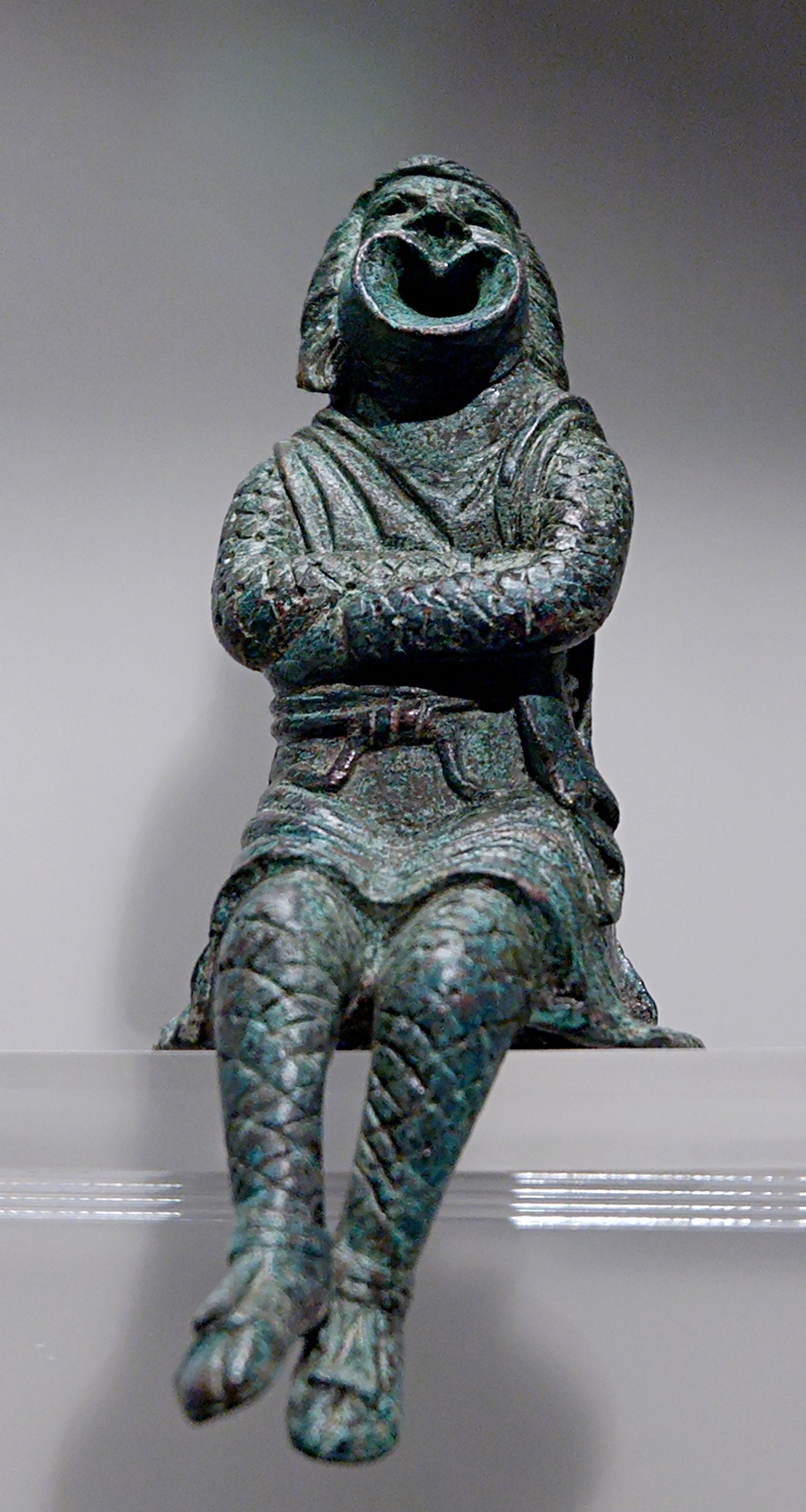
Estatua de un actor interpretando el papel de esclavo (servus).

Las palabras que se rigen por la segunda declinación pueden tener el tema en -us, -er o -um. Muchos sustantivos y adjetivos castellanos de género masculino tienen su origen en palabras de esta declinación. En lenguas como el catalán, las palabras derivadas de palabras latinas de la segunda declinación han perdido casi siempre la marca (mim en lugar de mimus o cel en lugar de caelum), mientras que otras lenguas románicas, como el castellano, el portugués o el italiano, han conservado esta marca en forma de terminación -o (toro, inverno, amico). Los sustantivos o adjetivos regidos por esta declinación son en su mayor parte masculinos o neutros, aunque también hay nombres femeninos (habitualmente, nombres de árboles). Tanto las palabras femeninas como las masculinas se declinan del mismo modo, mientras que las neutras se declinan de manera diferente en nominativo, vocativo y acusativo.
La segunda declinación del latín también incluye algunas palabras griegas, que derivan de la segunda declinación del griego antiguo. La declinación en singular de estas palabras es irregular. A veces, estas palabras griegas son declinadas como si fueran palabras originales latinas. Por ejemplo, se puede usar el nominativo theatrum en lugar del original theatron.

### Tercera declinación
| Declinación de tempus ("tiempo") | Declinación de tempus ("tiempo") | Declinación de tempus ("tiempo") |
|                                  | Singular                         | Plural                           |
| -------------------------------- | -------------------------------- | -------------------------------- |
| Nominativo                       | temp-us                          | tempor-a                         |
| Vocativo                         | temp-us                          | tempor-a                         |
| Acusativo                        | temp-us                          | tempor-a                         |
| Genitivo                         | tempor-is                        | tempor-um                        |
| Dativo                           | tempor-i                         | tempor-ibus                      |
| Ablativo                         | tempor-e                         | tempor-ibus                      |

| Declinación de dux ("caudillo") | Declinación de dux ("caudillo") | Declinación de dux ("caudillo") |
|                                 | Singular                        | Plural                          |
| ------------------------------- | ------------------------------- | ------------------------------- |
| Nominativo                      | dux                             | duc-es                          |
| Vocativo                        | dux                             | duc-es                          |
| Acusativo                       | duc-em                          | duc-es                          |
| Genitivo                        | duc-is                          | duc-um                          |
| Dativo                          | duc-i                           | duc-ibus                        |
| Ablativo                        | duc-e                           | duc-ibus                        |

| Declinación de gladiator ("gladiador") | Declinación de gladiator ("gladiador") | Declinación de gladiator ("gladiador") |
|                                        | Singular                               | Plural                                 |
| -------------------------------------- | -------------------------------------- | -------------------------------------- |
| Nominativo                             | gladiator                              | gladiator-es                           |
| Vocativo                               | gladiator                              | gladiator-es                           |
| Acusativo                              | gladiator-em                           | gladiator-es                           |
| Genitivo                               | gladiator-is                           | gladiator-um                           |
| Dativo                                 | gladiator-i                            | gladiator-ibus                         |
| Ablativo                               | gladiator-e                            | gladiator-ibus                         |

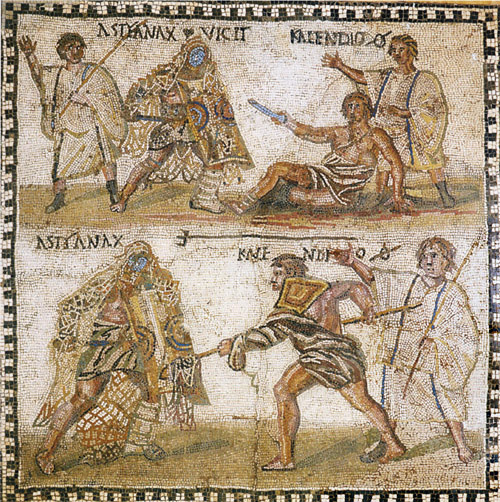
Combate entre dos gladiadores (gladiatores).
Museo Arqueológico Nacional de España.

Las palabras que se rigen por la tercera declinación pueden tener dos tipos de tema: tema en consonante o tema en -i. Muchos sustantivos y adjetivos castellanos de género tanto masculino como femenino tienen su origen en palabras de la tercera declinación latina. En castellano, las palabras derivadas de palabras latinas de la tercera declinación suelen conservar la raíz del étimo latino sin grandes modificaciones (animal - "animal", religio - religión). Las palabras de la tercera declinación tienden a no variar entre el nominativo y vocativo singular mas no ocurre lo mismo en el resto de los casos (tempus, -ores, "tiempo"). Inicialmente, la declinación de las palabras de tema en consonante y los de tema en -i era bastante diferente, pero a partir del siglo I a. C. la flexión de los primeros se impuso a la de los últimos.

#### Temas en consonante
En el nominativo y genitivo singulares, el morfema de caso es variable. Tienen morfema -s  (nominativo sigmático) los temas en oclusiva (-p, -b, -c, g-, -t y -d) y -me. En cambio, tienen morfema Ø (es decir, sin ninguna desinencia) los temas en -l, -r, -s y -n, así como todas las palabras neutras independientemente de su tema.
Temas en oclusiva
Para construir el nominativo, las palabras con una raíz acabada en oclusiva no añaden ninguna desinencia si son de género neutro. Si son de género masculino o femenino, añaden el morfema -s. La fusión de este morfema con la raíz puede provocar determinados cambios en la palabra:
- Las palabras acabadas en bilabial (-p o su forma sonora -b) añaden la desinencia sin que se produzca ningún otro cambio. Son ejemplos plebs ("plebe") o princeps ("líder").[21]

- En las palabras acabadas en consonante gutural (-c o su forma sonora -g), la unión de la gutural con el morfema -s produce un nominativo acabado en -x (la representación gráfica del sonido resultante /ks/). Son ejemplos rex (regs*, "rey") o vox (vocs*, "voz").

- Las palabras acabadas en consonante dental (-t o su forma sonora -de) pierden la dental ante el morfema -s. Son ejemplos civitas (civitats*, "ciudad") y pes (peds*, "pie"). Como se ha dicho anteriormente, las palabras neutras no añaden ninguna desinencia. En estas palabras, si la consonante final es precedida por otra consonante, desaparece: en cor, cordis ("corazón"), cae la -d porque está precedida por la -r. También hay que destacar el caso de caput, capitis ("cabeza"), donde la -u breve se transforma en -i en sílaba medial (fenómeno conocido como apofonía).

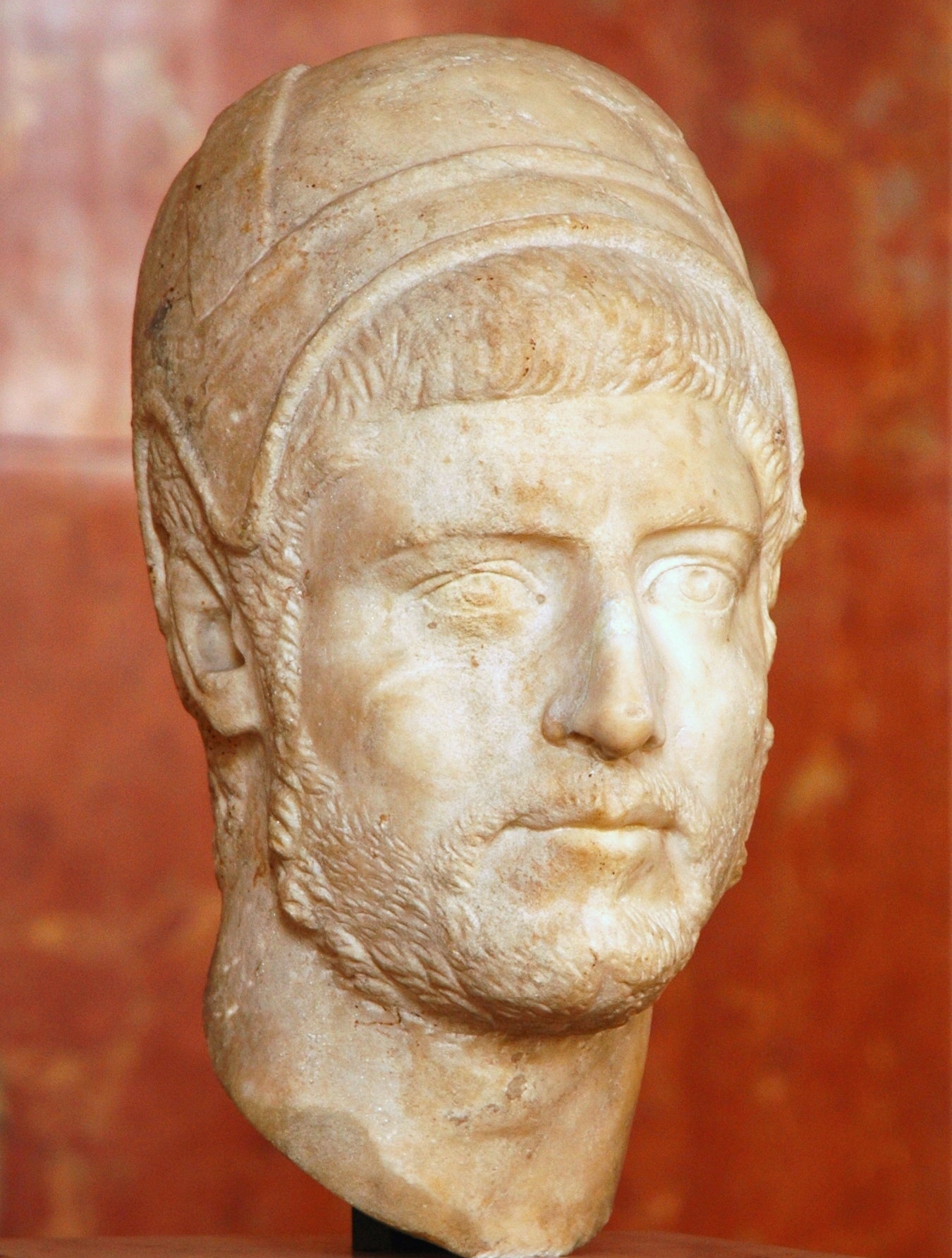
Busto de un flamen realizado en el, expuesto en el Museo del Louvre.

Temas en líquida, nasal o fricativa
Las palabras de tema líquido (-l y -r), nasal (-n y -m) o fricativo (-s) forman el nominativo singular con desinencia Ø, con la excepción de hiems ("invierno"), que lo forma con la desinencia -s.
- Las palabras acabadas en -r precedida por consonante hacen aparecer una -e denominada "de resonancia" en el nominativo y vocativo singulares. Por ejemplo frater, fratris ("hermano"). En el resto de casos, la presencia de una vocal posterior hace innecesaria la vocal de resonancia: el nominativo y vocativo plurales del ejemplo anterior serían fratres, y no frateres*.[23]
- En las palabras acabadas en -n precedida por -o, la -n cae en el nominativo y vocativo singulares. Por ejemplo religio, religionis ("religión"). Hace falta remarcar que si la -o es breve, se convierte en -i en el resto de casos: por ejemplo, cardo, cardinis ("bisagra"). Las palabras acabadas en -men son siempre neutras y conservan la -n en nominativo, vocativo y acusativo singular; en los otras casos, la -e pasa a ser -i. Por ejemplo flamen, flaminis ("flamen").

Temas en sibilancia
Se trata de palabras de tema en -s que solo conservan el tema original en el nominativo y el vocativo singular. En el resto de casos, la -s pasa a ser -r por un fenómeno conocido como rotacismo. Por ejemplo os, oris ("boca")
Los sustantivos con nominativo en -us y genitivo en -eris u -oris son neutros en la gran mayoría de casos. Son ejemplos genus, generis ("género") o tempus, temporis ("tiempo").
Para conocer el tema de estas palabras no hace falta fijarse en el nominativo, sino en el genitivo. La raíz que se obtiene al retirar la desinencia -is del genitivo es el tema que se mantiene a lo largo de la flexión. Por ejemplo, para encontrar la raíz de pontifex, pontificis ("pontífice"), se sacaría la desinencia -is del genitivo, dando como resultado el tema pontific-.

#### Temas en -i
Algunas palabras de la tercera declinación tienen la raíz acabada en -i. Dentro de este grupo de palabras se pueden distinguir tres subgrupos diferentes:
- Los sustantivos y adjetivos masculinos y femeninos con el nominativo y vocativo singulares acabados en -is. Son ejemplos avis, avis ("ave") y amnis, amnis ("torrente de agua"). Se los denomina parisilábicos por el hecho que tienen un número idéntico de sílabas en el nominativo y el genitivo singulares.
- Hay palabras que pierden la -i de la raíz en el nominativo y vocativo singulares. El contacto de la última consonante de la raíz con la -s hace que caiga la consonante de la raíz. Por ejemplo Mars, Martis ("Marte"). Estas palabras se pueden reconocer porque su genitivo plural acaba en -ium.
- Las palabras neutras derivadas acabadas en -al, -ar o -e que derivan de palabras acabadas en -ali, -ari o -i forman el nominativo singular con un tema cero (-Ø). La -i del tema puede sufrir dos modificaciones: se transforma en -e en una sílaba final abierta y desaparece cuando la sílaba anterior es larga. Por ejemplo animale, animal ("animal"). Sin embargo, el ablativo se mantiene en -i.
- La palabra vis, vis ("fuerza") es un caso particular. En singular conserva la flexión de los temas en -i, pero el plural se basa en un tema en vis transformado en vir por rotacismo. Aun así, el genitivo plural conserva la terminación -ium de los sustantivos de tema en -i.

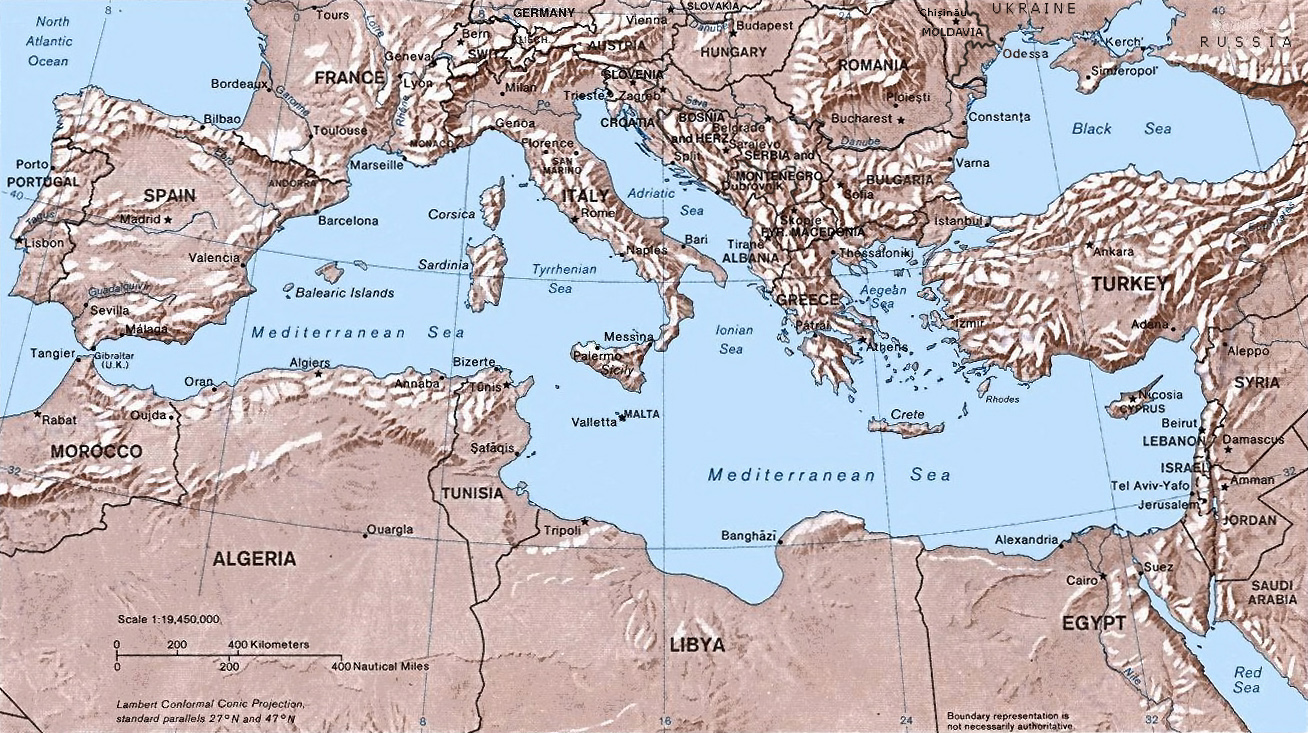
Los romanos llamaban al mar Mediterráneo Mare Nostrum ("Mar Nuestro").

Ejemplos de sustantivos de tema en -i
| Declinación de avis ("ave") | Declinación de avis ("ave") | Declinación de avis ("ave") |
|                             | Singular                    | Plural                      |
| --------------------------- | --------------------------- | --------------------------- |
| Nominativo                  | av-is                       | av-es                       |
| Vocativo                    | av-is                       | av-es                       |
| Acusativo                   | av-em                       | av-es                       |
| Genitivo                    | av-is                       | av-ium                      |
| Dativo                      | av-i                        | av-ibus                     |
| Ablativo                    | av-e                        | av-ibus                     |

| Declinación de pars ("parte") | Declinación de pars ("parte") | Declinación de pars ("parte") |
|                               | Singular                      | Plural                        |
| ----------------------------- | ----------------------------- | ----------------------------- |
| Nominativo                    | pars                          | part-es                       |
| Vocativo                      | pars                          | part-es                       |
| Acusativo                     | part-em                       | part-es                       |
| Genitivo                      | part-is                       | part-ium                      |
| Dativo                        | part-i                        | part-ibus                     |
| Ablativo                      | part-e                        | part-ibus                     |

| Declinación de mare ("mar") | Declinación de mare ("mar") | Declinación de mare ("mar") |
|                             | Singular                    | Plural                      |
| --------------------------- | --------------------------- | --------------------------- |
| Nominativo                  | mar-e                       | mar-ia                      |
| Vocativo                    | mar-e                       | mar-ia                      |
| Acusativo                   | mar-e                       | mar-ia                      |
| Genitivo                    | mar-is                      | mar-ium                     |
| Dativo                      | mar-i                       | mar-ibus                    |
| Ablativo                    | mar-i                       | mar-ibus                    |

#### Adjetivos

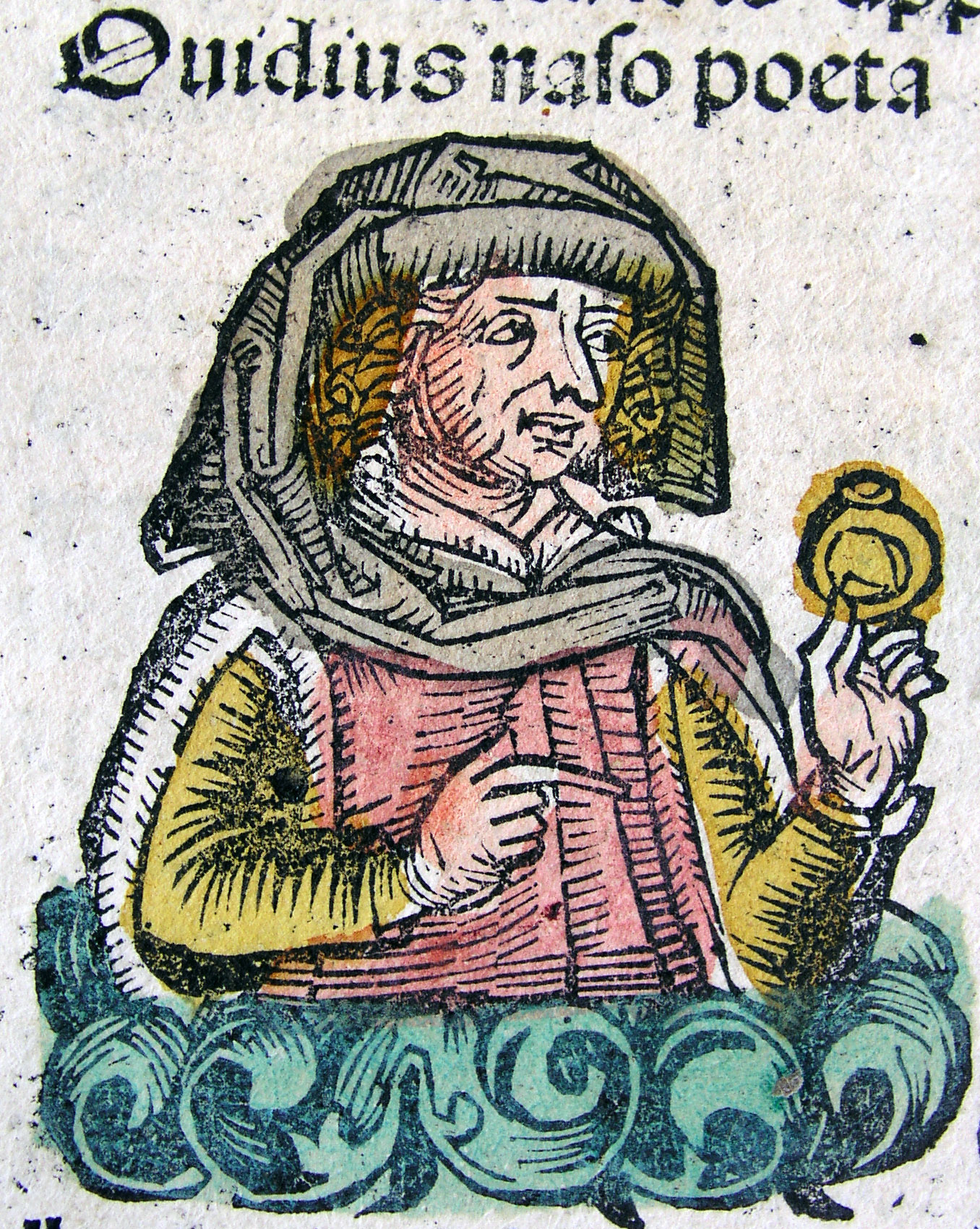
Las Tristia de Ovidio reflejan su profunda pena por haber sido exiliado de Roma.

Del mismo modo que los sustantivos, los adjetivos de la tercera declinación también se pueden clasificar según si tienen el tema en -i o en consonante; son ejemplos ingens, ingentis ("enorme") y veter, veteris ("viejo"), respectivamente.
Los adjetivos de tema en consonante no presentan ninguna complicación particular, pero los de tema en -i son más complejos. La mayoría de ellos tienen una doble terminación: -is para el masculino y el femenino y -e para el neutro. El nominativo, vocativo y acusativo plurales del neutro son diferentes, pero los otros casos son idénticos a sus homólogos en masculino y femenino. Estos adjetivos también tienen el ablativo singular en -i para que no se confunda con el nominativo, vocativo o acusativo del neutro.
En castellano, los adjetivos de tema en -i se han transformado a menudo en adjetivos que son iguales tanto en masculino como en femenino.
audaz (de audax)
difícil (de difficilis, difficile)
incipiente (de incipiens)
Sin embargo, hay excepciones: adjetivos que en latín solo tenían una terminación pero que en castellano han adoptado una segunda para expresar el género femenino, como por ejemplo "agrio, agria".
| Declinación de tristis ("triste") | Declinación de tristis ("triste") | Declinación de tristis ("triste") | Declinación de tristis ("triste") | Declinación de tristis ("triste") |
|                                   | Singular m./f.                    | Singular n.                       | Plural m./f.                      | Plural n.                         |
| --------------------------------- | --------------------------------- | --------------------------------- | --------------------------------- | --------------------------------- |
| Nominativo                        | trist-is                          | trist-e                           | trist-es                          | trist-ia                          |
| Vocativo                          | trist-is                          | trist-e                           | trist-es                          | trist-ia                          |
| Acusativo                         | trist-em                          | trist-e                           | trist-es                          | trist-ia                          |
| Genitivo                          | trist-is                          | trist-is                          | trist-ium                         | trist-ium                         |
| Dativo                            | trist-i                           | trist-i                           | trist-ibus                        | trist-ibus                        |
| Ablativo                          | trist-i                           | trist-i                           | trist-ibus                        | trist-ibus                        |

Un segundo conjunto de adjetivos presenta una forma idéntica para los tres géneros en el nominativo y vocativo singulares. En determinados casos, la -i de la raíz cae, provocando un contacto entre la -t de la raíz y la desinencia -s del caso. Como consecuencia de este contacto, la -t de la raíz desaparece.
| Declinación de clemens ("clemente") | Declinación de clemens ("clemente") | Declinación de clemens ("clemente") | Declinación de clemens ("clemente") | Declinación de clemens ("clemente") |
|                                     | Singular m./f.                      | Singular n.                         | Plural m./f.                        | Plural n.                           |
| ----------------------------------- | ----------------------------------- | ----------------------------------- | ----------------------------------- | ----------------------------------- |
| Nominativo                          | clemen-s                            | clemen-s                            | clement-es                          | clement-ia                          |
| Vocativo                            | clemen-s                            | clemen-s                            | clement-es                          | clement-ia                          |
| Acusativo                           | clement-em                          | clemen-s                            | clement-es                          | clement-ia                          |
| Genitivo                            | clement-is                          | clement-is                          | clement-ium                         | clement-ium                         |
| Dativo                              | clement-i                           | clement-i                           | clement-ibus                        | clement-ibus                        |
| Ablativo                            | clement-i                           | clement-i                           | clement-ibus                        | clement-ibus                        |

Finalmente, un grupo reducido de adjetivos presenta una forma diferente para cada uno de los tres géneros en el nominativo y vocativo singulares. Estos adjetivos se enuncian con las tres formas: acer, acris, acre ("agrio").
| Declinación de acris ("agrio") | Declinación de acris ("agrio") | Declinación de acris ("agrio") | Declinación de acris ("agrio") | Declinación de acris ("agrio") | Declinación de acris ("agrio") | Declinación de acris ("agrio") |
|                                | Singular m.                    | Singular f.                    | Singular n.                    | Plural m.                      | Plural f.                      | Plural n.                      |
| ------------------------------ | ------------------------------ | ------------------------------ | ------------------------------ | ------------------------------ | ------------------------------ | ------------------------------ |
| Nominativo                     | acer                           | acr-is                         | acr-e                          | acr-es                         | acr-es                         | acr-ia                         |
| Vocativo                       | acer                           | acr-is                         | acr-e                          | acr-es                         | acr-es                         | acr-ia                         |
| Acusativo                      | acr-em                         | acr-em                         | acr-e                          | acr-es                         | acr-es                         | acr-ia                         |
| Genitivo                       | acr-is                         | acr-is                         | acr-is                         | acr-ium                        | acr-ium                        | acr-ium                        |
| Dativo                         | acr-i                          | acr-i                          | acr-i                          | acr-ibus                       | acr-ibus                       | acr-ibus                       |
| Ablativo                       | acr-i                          | acr-i                          | acr-i                          | acr-ibus                       | acr-ibus                       | acr-ibus                       |

### Cuarta declinación
| Declinación de senatus ("senado") | Declinación de senatus ("senado") | Declinación de senatus ("senado") |
|                                   | Singular                          | Plural                            |
| --------------------------------- | --------------------------------- | --------------------------------- |
| Nominativo                        | senat-us                          | senat-us                          |
| Vocativo                          | senat-us                          | senat-us                          |
| Acusativo                         | senat-um                          | senat-us                          |
| Genitivo                          | senat-us                          | senat-uum                         |
| Dativo                            | senat-ui                          | senat-ibus                        |
| Ablativo                          | senat-u                           | senat-ibus                        |

| Declinación de cornu ("cuerno") | Declinación de cornu ("cuerno") | Declinación de cornu ("cuerno") |
|                                 | Singular                        | Plural                          |
| ------------------------------- | ------------------------------- | ------------------------------- |
| Nominativo                      | corn-u                          | corn-ua                         |
| Vocativo                        | corn-u                          | corn-ua                         |
| Acusativo                       | corn-u                          | corn-ua                         |
| Genitivo                        | corn-us                         | corn-uum                        |
| Dativo                          | corn-ui                         | corn-ibus                       |
| Ablativo                        | corn-u                          | corn-ibus                       |

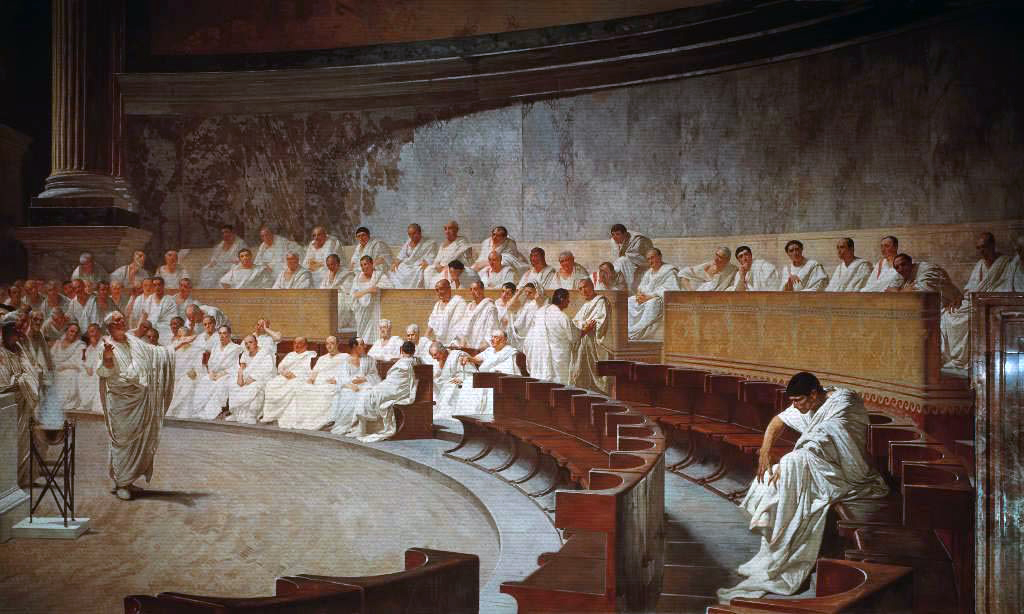
Cicerón ataca Catilina en el Senado (senatus).
Fresco de Cesare Maccari.

Las palabras que se rigen por la cuarta declinación tienen el tema en -u. A diferencia de otras declinaciones, la cuarta declinación solo puede contener sustantivos. Las palabras masculinas y femeninas forman el nominativo singular añadiendo la desinencia -s, mientras que los neutros lo forman sin añadir ninguna morfema (desinencia Ø).
Aunque pueda parecer que la terminación -ibus del dativo y el ablativo plurales sea idéntica a la que se da en la tercera declinación, en realidad esta deriva de una forma primitiva -ubus. En los casos donde podría haber confusión con una palabra de la tercera declinación (artus, "miembro", de la cuarta declinación, y ars, "arte", de la tercera, por ejemplo), el sustantivo de la cuarta declinación conserva la desinencia primitiva. Así pues, siguiendo el ejemplo ya citado, el dativo y ablativo plurales de artus sería artubus, y no artibus.
Hace falta destacar el sustantivo domus ("casa"), que ha heredado una declinación compleja del antiguo indoeuropeo. Se trata de un nombre de la cuarta declinación que declina algunos casos siguiendo la segunda declinación:
- Dativo y ablativo singulares: domo.
- Locativo: domi.
- Acusativo plural: domos.
- Genitivo plural: domorum.

### Quinta declinación
| Declinación de spes ("esperanza") | Declinación de spes ("esperanza") | Declinación de spes ("esperanza") |
|                                   | Singular                          | Plural                            |
| --------------------------------- | --------------------------------- | --------------------------------- |
| Nominativo                        | sp-es                             | sp-es                             |
| Vocativo                          | sp-es                             | sp-es                             |
| Acusativo                         | sp-em                             | sp-es                             |
| Genitivo                          | sp-ei                             | sp-erum                           |
| Dativo                            | sp-ei                             | sp-ebus                           |
| Ablativo                          | sp-e                              | sp-ebus                           |

| Declinación de dies ("día") | Declinación de dies ("día") | Declinación de dies ("día") |
|                             | Singular                    | Plural                      |
| --------------------------- | --------------------------- | --------------------------- |
| Nominativo                  | di-es                       | di-es                       |
| Vocativo                    | di-es                       | di-es                       |
| Acusativo                   | di-em                       | di-es                       |
| Genitivo                    | di-ei                       | di-erum                     |
| Dativo                      | di-ei                       | di-ebus                     |
| Ablativo                    | di-e                        | di-ebus                     |

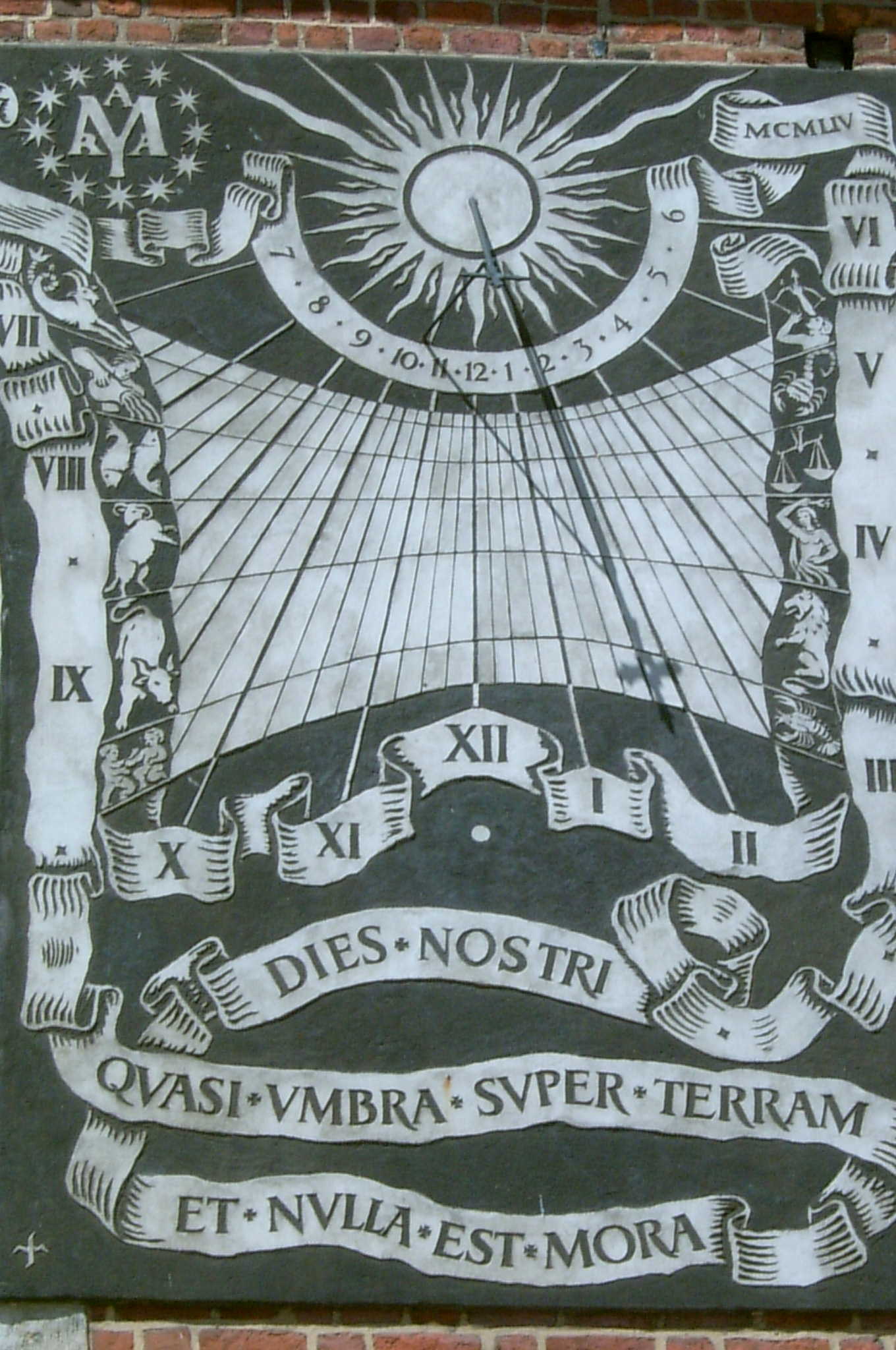
Los relojes de sol sirven para contar las horas del día (dies).
Basílica de Santa Maria de Cracovia.

Las palabras que se rigen por la quinta declinación tienen el tema en -e. Todas las palabras de la quinta declinación son sustantivos de género femenino, excepto dies, diei ("día"), que en singular puede tener cualquiera de los dos géneros. Las palabras de la quinta declinación forman el singular añadiendo la desinencia -s. Solo hay dos palabras que tengan la declinación completa con todos los casos, dies, diei y res, rei ("cosa").
Como la palabra res tiene un significado muy vago e impreciso (comparable al de su homólogo en el castellano actual, "cosa"), se la puede combinar con adjetivos para darle un significado más concreto. Así pues, res gestae significa "gestas", y res familiaris (literalmente, "cosa familiar") quiere decir "patrimonio". Finalmente, hace falta destacar la palabra res publica, que literalmente significa "la cosa pública" y que en castellano moderno ha dado la palabra "república". Aunque en latín se podía escribir como una única palabra (respublica), a la hora de declinarla, el sustantivo y el adjetivo se flexionaban por separado:
- Nominativo singular: respublica.
- Acusativo singular: rempublicam.
- Genitivo singular: reipublicae.
- etc.

## Otras palabras

### Demostrativos
Como en otros idiomas, en latín los demostrativos sirven por indicar la distancia temporal o espacial entre el orador y algo. También, como en otras lenguas románicas, en latín los demostrativos pueden tener una función de sujeto (refiriéndose a un sustantivo que ya ha sido mencionado antes o que es conocido por todos los interlocutores) o de complemento adjetival.
Hay tres demostrativos, que se declinan de la siguiente manera:
| Hic, haec, hoc ("este", "esta") | Hic, haec, hoc ("este", "esta") | Hic, haec, hoc ("este", "esta") | Hic, haec, hoc ("este", "esta") | Hic, haec, hoc ("este", "esta") | Hic, haec, hoc ("este", "esta") | Hic, haec, hoc ("este", "esta") |
|                                 | Singular m.                     | Singular f.                     | Singular n.                     | Plural m.                       | Plural f.                       | Plural n.                       |
| ------------------------------- | ------------------------------- | ------------------------------- | ------------------------------- | ------------------------------- | ------------------------------- | ------------------------------- |
| Nominativo                      | hic                             | haec                            | hoc                             | hi                              | hae                             | haec                            |
| Acusativo                       | hunc                            | hanc                            | hoc                             | hos                             | has                             | haec                            |
| Genitivo                        | huius                           | huius                           | huius                           | horum                           | harum                           | horum                           |
| Dativo                          | huic                            | huic                            | huic                            | his                             | his                             | his                             |
| Ablativo                        | hoc                             | hac                             | hoc                             | his                             | his                             | his                             |

| Iste, ista, istud ("ese", "esa") | Iste, ista, istud ("ese", "esa") | Iste, ista, istud ("ese", "esa") | Iste, ista, istud ("ese", "esa") | Iste, ista, istud ("ese", "esa") | Iste, ista, istud ("ese", "esa") | Iste, ista, istud ("ese", "esa") |
|                                  | Singular m.                      | Singular f.                      | Singular n.                      | Plural m.                        | Plural f.                        | Plural n.                        |
| -------------------------------- | -------------------------------- | -------------------------------- | -------------------------------- | -------------------------------- | -------------------------------- | -------------------------------- |
| Nominativo                       | iste                             | ista                             | istud                            | isti                             | istae                            | ista                             |
| Acusativo                        | istum                            | istam                            | istud                            | istos                            | istas                            | ista                             |
| Genitivo                         | istius                           | istius                           | istius                           | istorum                          | istarum                          | istorum                          |
| Dativo                           | isti                             | isti                             | isti                             | istis                            | istis                            | istis                            |
| Ablativo                         | isto                             | ista                             | isto                             | istis                            | istis                            | istis                            |

| Ille, illa, illud ("aquel", "aquella") | Ille, illa, illud ("aquel", "aquella") | Ille, illa, illud ("aquel", "aquella") | Ille, illa, illud ("aquel", "aquella") | Ille, illa, illud ("aquel", "aquella") | Ille, illa, illud ("aquel", "aquella") | Ille, illa, illud ("aquel", "aquella") |
|                                        | Singular m.                            | Singular f.                            | Singular n.                            | Plural m.                              | Plural f.                              | Plural n.                              |
| -------------------------------------- | -------------------------------------- | -------------------------------------- | -------------------------------------- | -------------------------------------- | -------------------------------------- | -------------------------------------- |
| Nominativo                             | ille                                   | illa                                   | illud                                  | illi                                   | illae                                  | illa                                   |
| Acusativo                              | illum                                  | illam                                  | illud                                  | illos                                  | illas                                  | illa                                   |
| Genitivo                               | illius                                 | illius                                 | illius                                 | illorum                                | illarum                                | illorum                                |
| Dativo                                 | illi                                   | illi                                   | illi                                   | illis                                  | illis                                  | illis                                  |
| Ablativo                               | illo                                   | illa                                   | illo                                   | illis                                  | illis                                  | illis                                  |

En la forma femenina, los demostrativos se basan en un tema en -a, mientras que en masculino y neutro se basan en un tema en -o. Las excepciones son las terminaciones del genitivo y dativo singular, que son -ius e -i, respectivamente, para los tres géneros.
Las formas hic, haec y hoc se escribían originalmente como hi, hae, ho, pero durante la evolución de la lengua se les añadió la desinencia -ce. En latín clásico, esta desinencia perdió la -e y solo se conserva en las formas monosilábicas. La -m del acusativo se transforma en -n delante de esta desinencia. Como en castellano, el uso del demostrativo puede tener un valor despectivo: Cum esset iste Agrigenti [...] ("Estando este [Verres] en Agrigento [...]"). Un uso adicional del demostrativo en latín es para dar énfasis.

### Grados del adjetivo
Los adjetivos pueden tener tres tipos de grados. El grado más habitual es el grado positivo, donde el adjetivo simplemente denota una cualidad del sustantivo:
"El Sol es brillante", Sol luculentus est
En cambio, cuando se quiere comparar la intensidad de esta cualidad en comparación con otra, se utiliza el grado comparativo. El comparativo puede ser de superioridad, de igualdad o de inferioridad:
"El Sol es más brillante que la Luna", Sol magis luculentus est quam Luna.
"Las estrellas son tan brillantes como la Luna", Stellae tam luculentae sunt quam Luna.
"La Luna es menos brillante que el Sol", Luna minus luculenta est quam Sole.
En latín, el comparativo de superioridad también se puede formar añadiendo unas terminaciones especiales a la raíz del adjetivo: -ior para el masculino y el femenino, -ius para el neutro. Estas terminaciones se declinan como los adjetivos de tema en consonante.
Sol luculentior est quam Luna.
| Singular   | Singular       | Singular       |
|            | M./F.          | Neutro         |
| ---------- | -------------- | -------------- |
| Nominativo | luculentior    | luculentius    |
| Vocativo   | luculentior    | luculentius    |
| Acusativo  | luculentior-em | luculentius    |
| Genitivo   | luculentior-is | luculentior-is |
| Dativo     | luculentior-i  | luculentior-i  |
| Ablativo   | luculentior-e  | luculentior-e  |

| Plural     | Plural           | Plural           |
|            | M./F.            | Neutro           |
| ---------- | ---------------- | ---------------- |
| Nominativo | luculentior-es   | luculentior-a    |
| Vocativo   | luculentior-es   | luculentior-a    |
| Acusativo  | luculentior-es   | luculentior-a    |
| Genitivo   | luculentior-um   | luculentior-um   |
| Dativo     | luculentior-ibus | luculentior-ibus |
| Ablativo   | luculentior-ibus | luculentior-ibus |

El grado superlativo va más allá. Indica que la cualidad del sustantivo es superior no solo a la de otro sustantivo, sino a la de todos los demás. También puede denotar que la cualidad del sustantivo es máxima.
Leo fortissimus est, "El león es fortísimo" (superlativo absoluto)
Leo fortissimus inter omnium animalium est, "El león es el más fuerte de todos los animales" (superlativo relativo)
El superlativo latino se forma añadiendo la terminación -issimus, -issima, -issimum a la raíz del adjetivo. Esta desinencia se declina como un adjetivo de tema en vocal. Una excepción son los adjetivos acabados en -er, que utilizan las desinencias -errimus, -errima, -errimum (un vestigio de esto en el castellano es el superlativo "paupérrimo"). Una segunda excepción son algunos adjetivos acabados en -ilis, que hacen el superlativo en -illimus, -illima, -illimum.

### Numerales

#### Cardinales

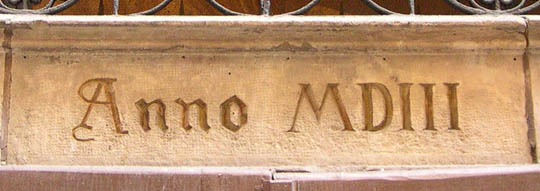
El año 1503 en cifras romanas. Dintel de la capilla de San Cristóbal de Barcelona.

Los números cardinales son los que se usan para describir cantidades exactas: uno, sesenta, ochenta y tres, etc. Se pueden usar como pronombres o como adjetivos determinantes. En latín, la inmensa mayoría de números son invariables, y los únicos que se declinan son el uno, el dos, el tres, las centenas y los millares. Por su propia naturaleza, los numerales no se declinan por número, sino únicamente por género y caso.
Unus se declina igual que los adjetivos en vocal, excepto en el genitivo y el dativo, donde toma las terminaciones de la declinación pronominal. Duo tiene una flexión híbrida de los temas en -a, en -o y en consonante. Finalmente, tres se declina igual que los adjetivos en -i de la tercera declinación.
| Unus, I ("Uno", "1") | Unus, I ("Uno", "1") | Unus, I ("Uno", "1") | Unus, I ("Uno", "1") |
|                      | M.                   | F.                   | Neutro               |
| -------------------- | -------------------- | -------------------- | -------------------- |
| Nominativo           | un-us                | un-a                 | un-um                |
| Acusativo            | un-um                | un-am                | un-um                |
| Genitivo             | un-ius               | un-ius               | un-ius               |
| Dativo               | un-i                 | un-i                 | un-i                 |
| Ablativo             | un-o                 | un-a                 | un-o                 |

| Duo, II ("Dos", "2") | Duo, II ("Dos", "2") | Duo, II ("Dos", "2") | Duo, II ("Dos", "2") |
|                      | M.                   | F.                   | Neutro               |
| -------------------- | -------------------- | -------------------- | -------------------- |
| Nominativo           | du-o                 | du-ae                | du-o                 |
| Acusativo            | du-os                | du-as                | du-o                 |
| Genitivo             | du-orum              | du-arum              | du-orum              |
| Dativo               | du-obus              | du-abus              | du-obus              |
| Ablativo             | du-obus              | du-abus              | du-obus              |

| Tres, III ("Tres", "3") | Tres, III ("Tres", "3") | Tres, III ("Tres", "3") |
|                         | M./F.                   | Neutro                  |
| ----------------------- | ----------------------- | ----------------------- |
| Nominativo              | tr-es                   | tr-ia                   |
| Acusativo               | tr-es                   | tr-ia                   |
| Genitivo                | tr-ium                  | tr-ium                  |
| Dativo                  | tr-ibus                 | tr-ibus                 |
| Ablativo                | tr-ibus                 | tr-ibus                 |

Por otro lado, el número cien (100) es indeclinable, pero sus compuestos (doscientos, seiscientos, mil novecientos, etc.) se declinan igual que los adjetivos en -us, -a, -um. Finalmente, el número mil (1.000) tiene dos formas: mille, que es invariable; y millia, que se declina como los nombres neutros de la tercera declinación.
| Ducentum, CC ("Doscientos", "200") | Ducentum, CC ("Doscientos", "200") | Ducentum, CC ("Doscientos", "200") | Ducentum, CC ("Doscientos", "200") |
|                                    | M.                                 | F.                                 | Neutro                             |
| ---------------------------------- | ---------------------------------- | ---------------------------------- | ---------------------------------- |
| Nominativo                         | ducent-i                           | ducent-ae                          | ducent-a                           |
| Acusativo                          | ducent-os                          | ducent-as                          | ducent-a                           |
| Genitivo                           | ducent-orum                        | ducent-arum                        | ducent-orum                        |
| Dativo                             | ducent-is                          | ducent-is                          | ducent-is                          |
| Ablativo                           | ducent-is                          | ducent-is                          | ducent-is                          |

| Nominativo | mil-ia   |
| Acusativo  | mil-ia   |
| Genitivo   | mil-ium  |
| Dativo     | mil-ibus |
| Ablativo   | mil-ibus |

#### Ordinales
Los números ordinales indican la posición que ocupa la palabra modificada dentro de una serie; por ejemplo, el octavo emperador es el que viene detrás del séptimo, pero antes del noveno. Su flexión en latín es muy sencilla: se declinan igual que los adjetivos en -us, -a, -um.
| Octavus ("Octavo") | Octavus ("Octavo") | Octavus ("Octavo") | Octavus ("Octavo") |
|                    | M.                 | F.                 | Neutro             |
| ------------------ | ------------------ | ------------------ | ------------------ |
| Nominativo         | octav -us          | octav -a           | octav -um          |
| Acusativo          | octav -um          | octav -am          | octav -um          |
| Genitivo           | octav -orum        | octav -arum        | octav -orum        |
| Dativo             | octav -is          | octav -is          | octav -is          |
| Ablativo           | octav -is          | octav -is          | octav -is          |

| Quartus decimus ("Decimocuarto") | Quartus decimus ("Decimocuarto") | Quartus decimus ("Decimocuarto") | Quartus decimus ("Decimocuarto") |
|                                  | M.                               | F.                               | Neutro                           |
| -------------------------------- | -------------------------------- | -------------------------------- | -------------------------------- |
| Nominativo                       | quart -us decim -us              | quart -a decim -a                | quart -um decim -um              |
| Acusativo                        | quart -um decim -um              | quart -am decim -am              | quart -um decim -um              |
| Genitivo                         | quart -orum decim -orum          | quart -arum decim -arum          | quart -orum decim -orum          |
| Dativo                           | quart -is decim -is              | quart -is decim -is              | quart -is decim -is              |
| Ablativo                         | quart -is decim -is              | quart -is decim -is              | quart -is decim -is              |

### Pronombres personales
|            | 1.ª persona | 1.ª persona    | 2.ª persona | 2.ª persona    | Reflexivo |
| Singular   | Plural      | Singular       | Plural      | S./P.          |           |
| ---------- | ----------- | -------------- | ----------- | -------------- | --------- |
| Nominativo | ego         | nos            | tu          | vos            | –         |
| Vocativo   | –           | –              | tu          | vos            | –         |
| Acusativo  | me          | nos            | te          | vos            | se        |
| Genitivo   | mei         | nostrum/nostri | tui         | vestrum/vestri | sui       |
| Dativo     | mihi        | nobis          | tibi        | vobis          | sibi      |
| Ablativo   | me          | nobis          | te          | vobis          | se        |

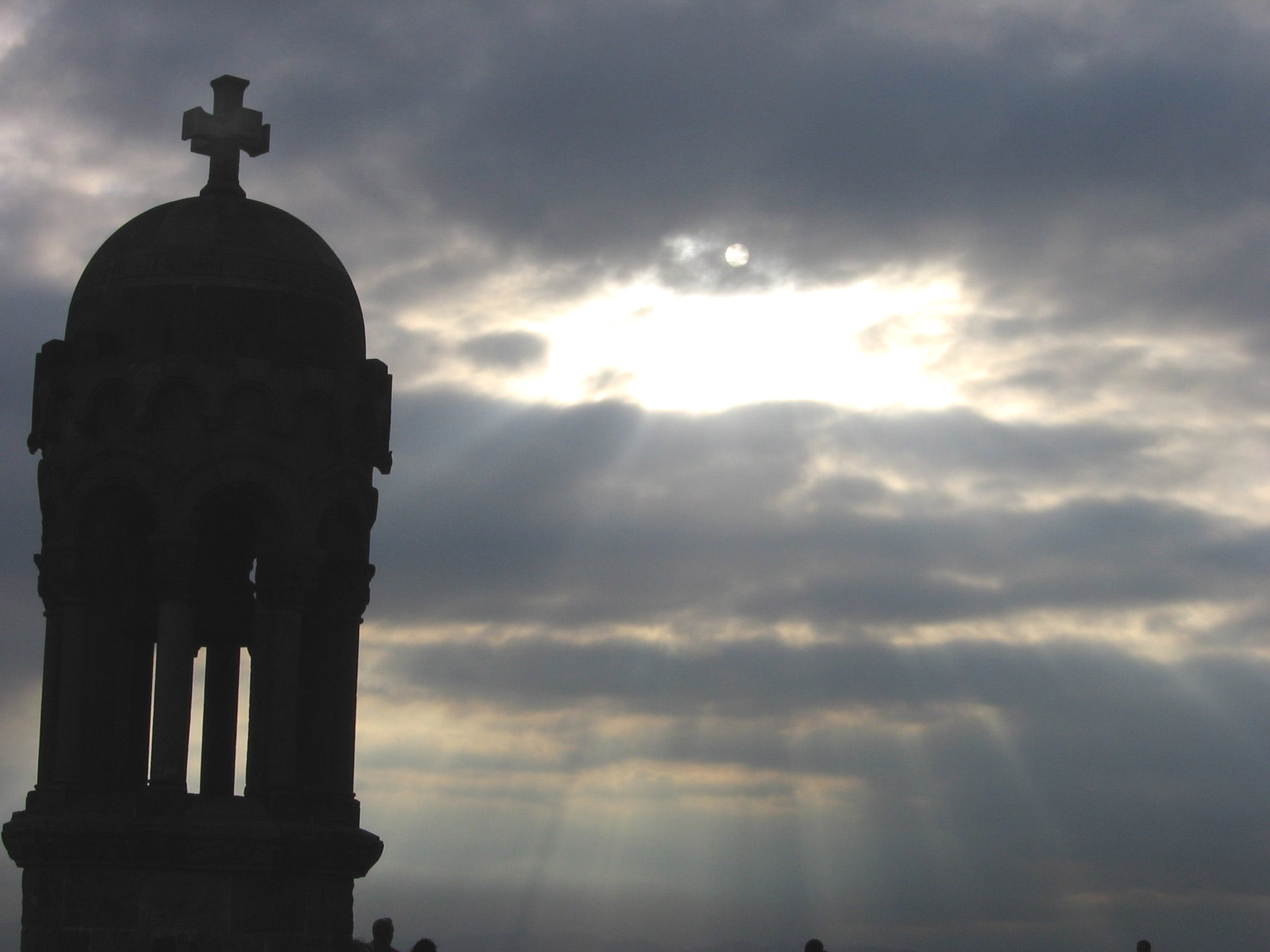
El nombre del Tibidabo es de origen religioso, y proviene de la expresión latina tibi dabo ("te daré").

- En latín no hay ningún pronombre personal de tercera persona, sino que se usa el demostrativo anafórico is, ea, id (véase más abajo).
- Por su naturaleza, el pronombre reflexivo no tiene ni nominativo ni vocativo.
- Las formas nostrum/nostri y vestrum/vostri son el acusativo y el genitivo singulares de los posesivos noster y vester.
- Cuando un pronombre personal en ablativo trae la preposición cum ("con"), esta se añade como un sufijo al pronombre: mecum, secum, etc. La forma repetida de la expresión (cum mecum, cum secum) se refleja en algunas lenguas románicas modernas: en castellano, por ejemplo, conmigo y consigo derivan de esta peculiaridad del latín.[35]

### Pronombres relativos e interrogativos definidos

#### Pronombres relativos
Los pronombres relativos son aquellos que sustituyen a un nombre que ya ha sido mencionado anteriormente e introducen una oración subordinada relativa, cumpliendo una función de nexo.
| Qui, quae, quod ("quien", "que") | Qui, quae, quod ("quien", "que") | Qui, quae, quod ("quien", "que") | Qui, quae, quod ("quien", "que") | Qui, quae, quod ("quien", "que") | Qui, quae, quod ("quien", "que") | Qui, quae, quod ("quien", "que") |
|                                  | Singular m.                      | Singular f.                      | Singular n.                      | Plural m.                        | Plural f.                        | Plural n.                        |
| -------------------------------- | -------------------------------- | -------------------------------- | -------------------------------- | -------------------------------- | -------------------------------- | -------------------------------- |
| Nominativo                       | qui                              | quae                             | quod                             | qui                              | quae                             | quae                             |
| Acusativo                        | quem                             | quam                             | quod                             | quos                             | quas                             | quae                             |
| Genitivo                         | cuius                            | cuius                            | cuius                            | quorum                           | quarum                           | quorum                           |
| Dativo                           | cui                              | cui                              | cui                              | quibus                           | quibus                           | quibus                           |
| Ablativo                         | quo                              | qua                              | quo                              | quibus                           | quibus                           | quibus                           |

Excepto quem y quibus (formados a partir del interrogativo indefinido antiguo de tema en -i), los pronombres relativos se declinan como un adjetivo de tema en -o para el masculino y el neutro, y de tema en -a para el femenino. El género neutro también presenta un refuerzo dental -d en el singular, y en plural sustituye la terminación típica neutra -a por -ae. También hace falta destacar que, como en el caso de los pronombres demostrativos, el genitivo y dativo singulares de los pronombres relativos tienen la misma forma para todos los géneros.

#### Pronombres interrogativos indefinidos

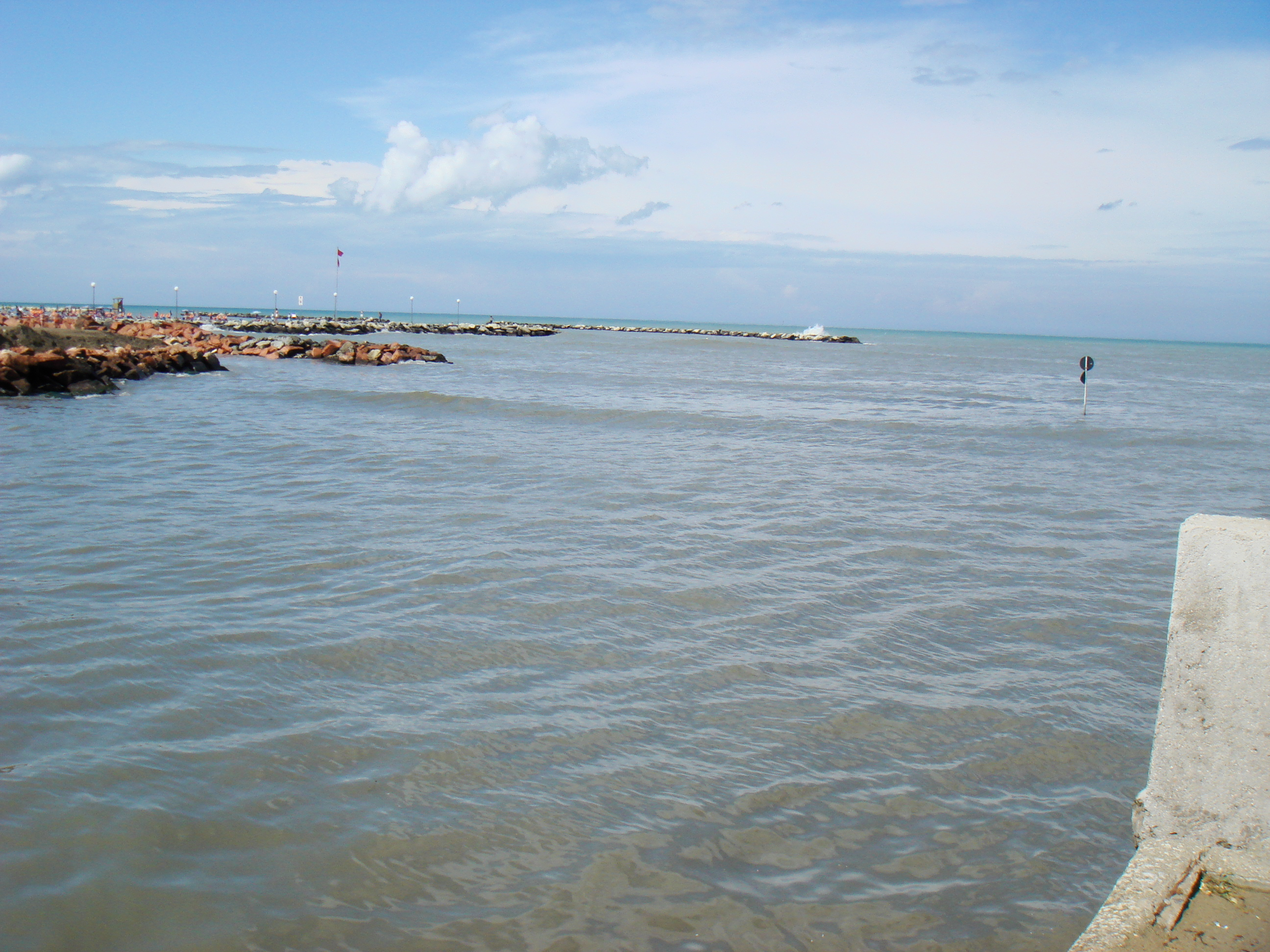
El río Rubicón en la actualidad. En el año 49 a. C., Julio César lo atravesó con su ejército, desafiando al Senado e iniciando la guerra civil contra Pompeyo y los Optimates.

Los pronombres interrogativos sustituyen a un nombre o un adjetivo en una oración interrogativa. Son idénticos a los pronombres indefinidos, de los cuales solo se diferencian por la entonación interrogativa. Estos pronombres se declinan exactamente igual que los relativos excepto en el nominativo singular masculino y neutro, y el acusativo singular neutro.
| SINGULAR   | SINGULAR  | SINGULAR | SINGULAR  |
|            | Masculino | Femenino | Neutro    |
| ---------- | --------- | -------- | --------- |
| Nominativo | quis/qui  | quae     | quid/quod |
| Acusativo  | quem      | quam     | quid/quod |

- Quis y quid pueden tener un papel de pronombres, mientras que qui y quod hacen de adjetivos:

Quis custodiet ipsos custodes? ("¿Quién guardará a los mismos guardianes?") – Qui consul venit? ("¿Qué cónsul vino?")
Quid fecit ille? ("¿Qué hizo él?") – Quod flumen Caesar traiecit? ("¿Qué río atravesó César?")
- Quis tiene un uso muy limitado como pronombre indefinido:

Si quis ad me veniat, felix sim ("Si alguien viniera a mí, sería feliz")
- En cambio, sus compuestos tienen un uso muy extendido:[37]

Aliquis (aliqui), aliqua, aliquid (aliquod) – algún, alguna, algo
Quisque, quaeque, quidque (quodque) – cada uno, cada una, cada cosa
Quidam, quaedam, quidam (quoddam) - cierto, cierta
En estos compuestos, el pronombre definido es la única parte que se declina, y el resto del compuesto permanece invariable.

### Otros pronombres

#### Demostrativos anafóricos
Los demostrativos que hacen referencia a un sustantivo que ha sido mencionado antes sin establecer ningún tipo de relación sintáctica son los denominados demostrativos anafóricos. En castellano, esta idea se expresa con los demostrativos "este", "esta", como por ejemplo en la frase "El gato atrapó a la rata cuando esta estaba distraída". En este caso, "esta" sustituye a "rata". Aparte de su función anafórica principal, y como ya se ha dicho más arriba, en determinadas circunstancias estos demostrativos pueden tener la función de pronombres personales de tercera persona. En el genitivo, toma la función de adjetivo posesivo.
| Is, ea, id ("este", "ese", "aquel") | Is, ea, id ("este", "ese", "aquel") | Is, ea, id ("este", "ese", "aquel") | Is, ea, id ("este", "ese", "aquel") | Is, ea, id ("este", "ese", "aquel") | Is, ea, id ("este", "ese", "aquel") | Is, ea, id ("este", "ese", "aquel") |
|                                     | Singular m.                         | Singular f.                         | Singular n.                         | Plural m.                           | Plural f.                           | Plural n.                           |
| ----------------------------------- | ----------------------------------- | ----------------------------------- | ----------------------------------- | ----------------------------------- | ----------------------------------- | ----------------------------------- |
| Nominativo                          | is                                  | ea                                  | id                                  | ei/ii/i                             | eae                                 | ea                                  |
| Acusativo                           | eum                                 | eam                                 | id                                  | eos                                 | eas                                 | ea                                  |
| Genitivo                            | eius                                | eius                                | eius                                | eorum                               | earum                               | eorum                               |
| Dativo                              | ei                                  | ei                                  | ei                                  | eis/iis/is                          | eis/iis/is                          | eis/iis/is                          |
| Ablativo                            | eo                                  | ea                                  | eo                                  | eis/iis/is                          | eis/iis/is                          | eis/iis/is                          |

#### Demostrativos enfáticos
Los demostrativos enfáticos son un tipo de demostrativos anafóricos que, como indica su nombre, dan más énfasis a la expresión. La primera forma de demostrativos enfáticos se forman añadiendo la partícula -dem al demostrativo anafórico, dando como resultado idem, eadem, idem. La forma "ídem" se ha conservado en castellano con el significado de "lo mismo".
Postero die castra ex loco moviendo; idem facit Caesar ("El día siguiente, levantan el campamento; lo mismo hace Cèsar")
La parte del demostrativo se declina igual que el anafórico, mientras que la partícula -dem permanece invariable. Se producen algunos cambios fonéticos:
- is + dem = idem. La consonante sibilante cae ante la dental.
- id + dem = idem. Las dos dentales se asimilan.
- eum + dem = eundem. La m se convierte en n en contacto con la dental.

## Casos especiales

### Irregularidades de número

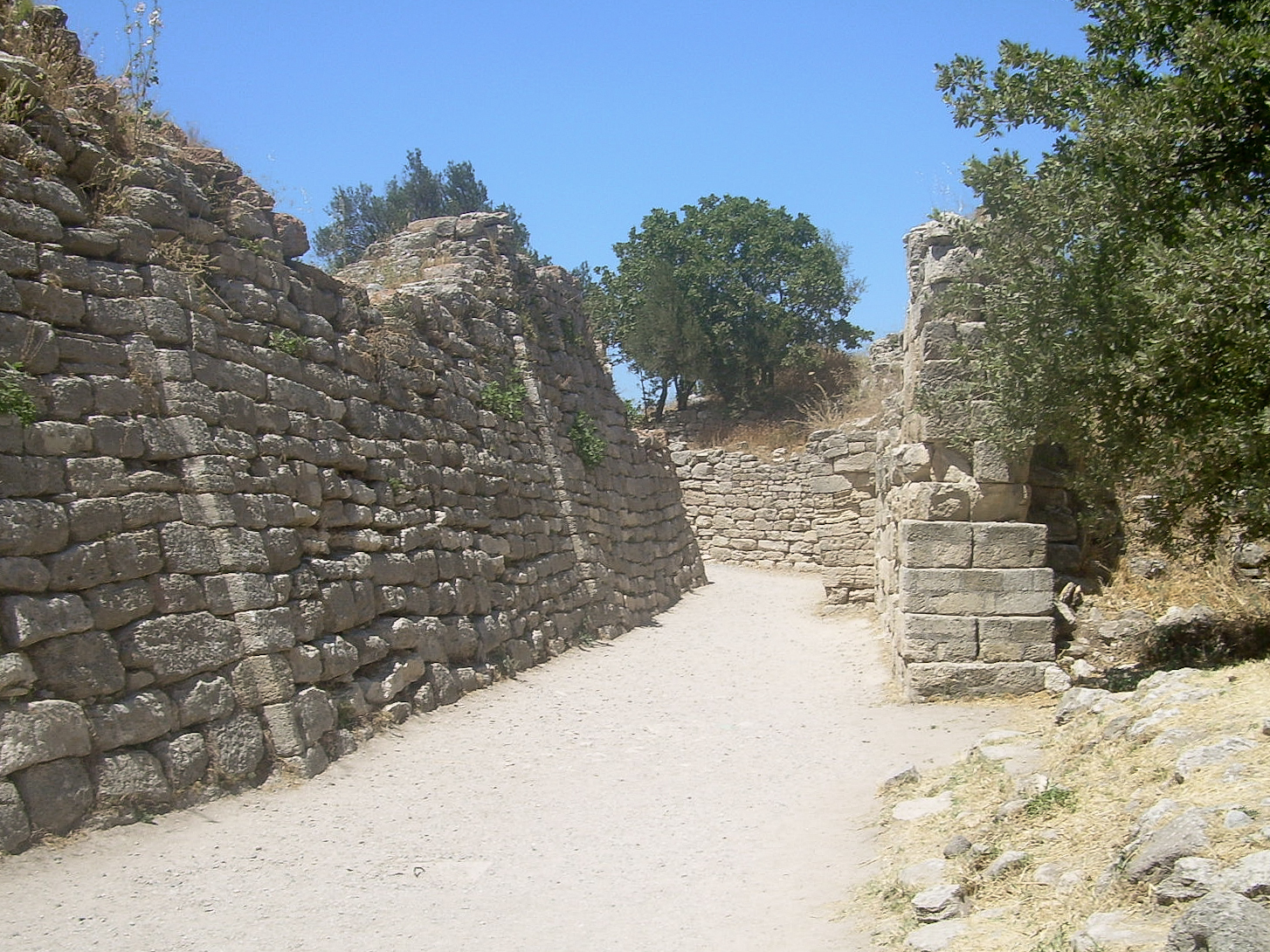
Cuperem cum uertere ab imo structa meis manibus periurae moenia Troiae. "Yo que mientras tanto hubiera querido destruir de raíz, aunque fueran obra de mis manos, las murallas de la perjura ¡Troya!". Neptuno se dirige a Venus en el Libro V de la Eneida. En la imagen, parte de las legendarias murallas de Troya (moenia Troiae).

Algunas palabras solo se declinan en singular:
- materiales como por ejemplo aurum ("oro") o aes ("cobre")
- nombres abstractos como por ejemplo celeritas ("velocidad")[nota 11] o scientia ("conocimiento")
- nombres propios como por ejemplo Iulius ("Julio") o Clara

En cambio, otras palabras solo se declinan en plural:
- muchos festivales, como por ejemplo Saturnalia
- palabras como por ejemplo castra ("campamentos") o moenia ("murallas")
- algunos topónimos como por ejemplo Thēbae ("Tebas")

### Sustantivos no declinables
Hay sustantivos neutros indeclinables que solo existen en el nominativo y acusativo singular. En total, hay seis sustantivos de este tipo:
- fas: hado, ley divina
- instar: parecido, imagen
- mane: mañana
- nefas: pecado, abominación
- nihil / nil: nada, ninguna
- secus: sexo, coito

### Cambio de género

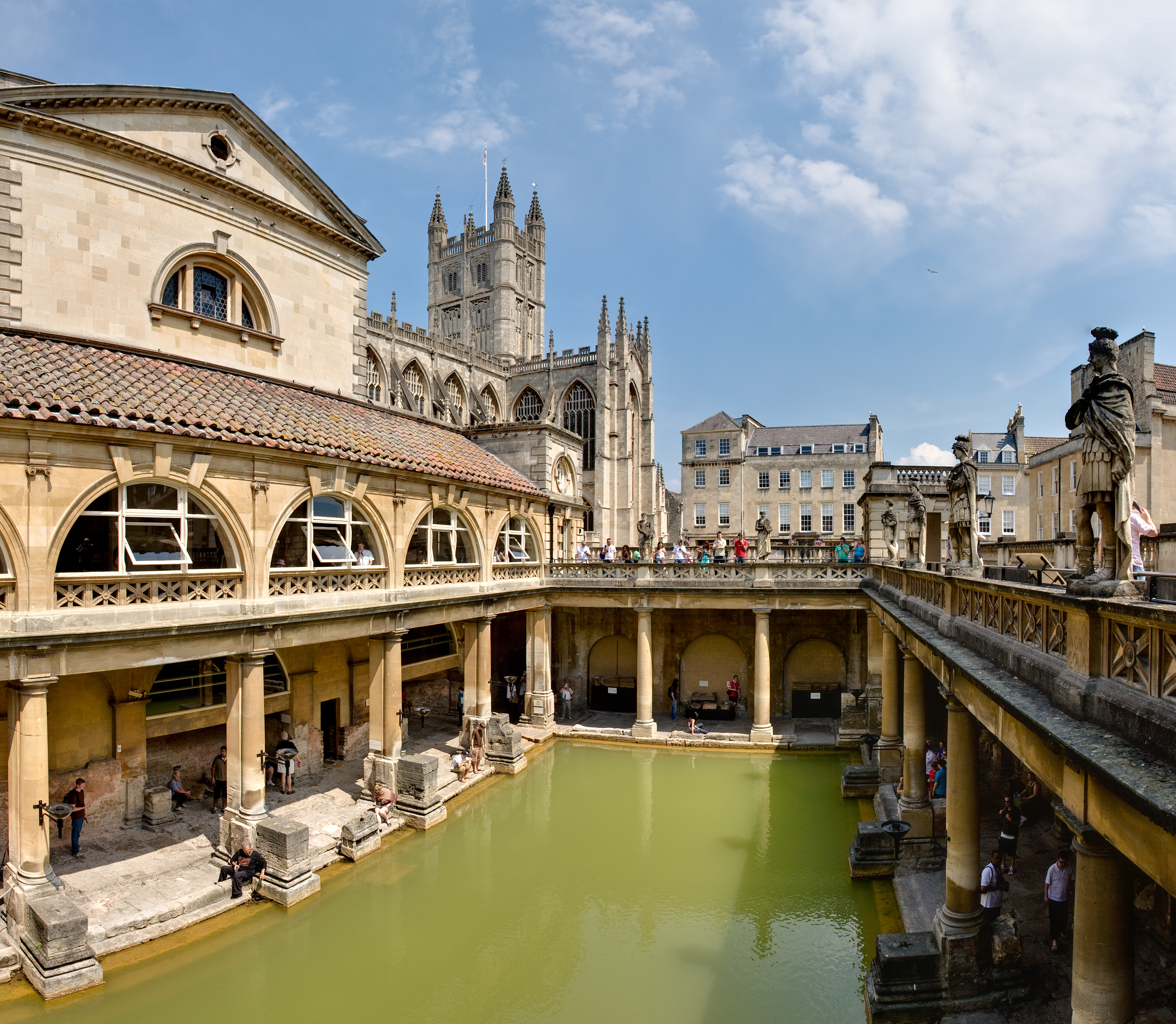
Las Termas romanas de Bath (Inglaterra) son un ejemplo de termas romanas bien conservadas.

Hay sustantivos que pueden variar de género. Algunos nombres de la segunda declinación existen en neutro y en masculino, pero conservan el mismo significado. Por otro lado, algunos nombres tienen un género en singular y un género diferente en plural.
| Singular                        | Plural                                |
| balneum n. "baño"               | balneae f. o balnea n. "termas"       |
| epulum n. "festín", "banquete"  | epulae f. "festines", "banquetes"     |
| frenum n. "brida", "freno"      | freni m. "bridas", "frenos"           |
| iocus m. "broma", "chiste"      | ioca n. o ioci m. "bromas", "chistes" |
| locus m. "lugar"                | loca n. "lugares"; loci, "región"     |
| rastrum n. "azada", "rastrillo" | rastri m. "azadas", "rastrillos"      |

### Cambio de significado
Algunos sustantivos tienen un significado diferente en singular y en plural.
| Singular                                   | Plural                                                 |
| aedes, –is f. edificio, templo             | aedes, –ium habitaciones, casa                         |
| auxilium, –i n. ayuda                      | auxilia, –orum tropas auxiliares                       |
| carcer, –eris m. prisión, celda            | carceres, –um lugar de salida de una carrera de carros |
| castrum, –i n. fuerte, castillo, fortaleza | castra, –orum campo militar, campamento                |
| copia, –ae f. mucho, en abundancia         | copiae, –arum tropas                                   |
| finis, –is m. final, límite                | fines, –ium territorio                                 |
| fortuna, –ae f. suerte, fortuna            | fortunae –arum riquezas                                |
| gratia, –ae f. encanto, favor              | gratiae, –arum gracias                                 |
| impedimentum, –i m. impedimento, obstáculo | impedimenta, –orum equipaje                            |
| littera, –ae f. letra                      | litterae, –arum epístola, erudición, literatura        |
| mos, moris m. costumbre, inclinación       | mores, –um m. morales, carácter                        |
| opera, –ae f. preocupación, dolor          | operae, –arum trabajadores                             |
| opis f.[nota 12] poder                     | opes, –ium recursos, riquezas                          |
| pars, partis f. parte, pieza               | partes, –ium cargo, función                            |
| sal, salis m. sal, agua de mar             | sales, –um ingenio, inteligencia                       |

## Legado
El sistema de casos latino se ha perdido en la mayor parte de lenguas romances. Sin embargo, este sistema influyó en sus respectivos desarrollos, como por ejemplo en la formación de los plurales: mientras que en las lenguas romances orientales, como el italiano, los plurales derivan del nominativo de la primera y la segunda declinaciones (plural en -i o -e), en castellano y otras lenguas romances occidentales los plurales derivan del acusativo (plural en -s). Hay otros ejemplos relevantes de la influencia de los casos latinos en las lenguas hijas.
En la mayoría de las lenguas romances quedan pocos vestigios del sistema de casos. El más destacado es la declinación de los pronombres personales según la función gramatical que cumplen (sujeto, complemento directo o complemento indirecto). Por ejemplo, los pronombres personales se "declinan" de la siguiente manera en castellano:
| Declinación de los pronombres personales en castellano | Declinación de los pronombres personales en castellano | Declinación de los pronombres personales en castellano | Declinación de los pronombres personales en castellano | Declinación de los pronombres personales en castellano | Declinación de los pronombres personales en castellano | Declinación de los pronombres personales en castellano | Declinación de los pronombres personales en castellano |
| Función/Pronombre                                      | yo                                                     | tú                                                     | él/ella/ello                                           | nosotros/as                                            | vosotros/as                                            | ellos/ellas                                            | reflexivo                                              |
| ------------------------------------------------------ | ------------------------------------------------------ | ------------------------------------------------------ | ------------------------------------------------------ | ------------------------------------------------------ | ------------------------------------------------------ | ------------------------------------------------------ | ------------------------------------------------------ |
| Sujeto                                                 | yo                                                     | tú                                                     | él/ella/ello                                           | nosotros/as                                            | vosotros/as                                            | ellos/ellas                                            | -                                                      |
| Complemento directo                                    | me                                                     | te                                                     | lo/la/lo                                               | nos                                                    | os                                                     | los/las                                                | se                                                     |
| Complemento indirecto                                  | me a mí                                                | te a ti                                                | le, se a él/ella/ello                                  | nos a nosotros/as                                      | os a vosotros/as                                       | les, se a ellos/ellas                                  | se a sí                                                |

El sistema de casos del latín se erosionó en la parte occidental del imperio a partir del siglo III d. C. La mayor parte de lenguas romances presentan pocas evidencias de la existencia de caso, modernamente solo el rumano conserva vestigios del sistema de casos y además conserva el género neutro latino, pero funciona de una manera bastante diferente al original. De hecho, las palabras neutras no tienen una flexión propia, sino que simplemente funcionan como palabras masculinas en singular y como palabras femeninas en plural. Esta característica incluso ha llevado a algunos estudiosos a afirmar que quizás el neutro rumano es el resultado del contacto con las lenguas eslavas geográficamente próximas, y no una continuación del neutro latino. También ha sobrevivido el sistema de casos, aunque se han reducido y el rumano solo presenta un caso nominativo-acusativo, un caso genitivo-dativo, y un caso vocativo. Se observa una cierta tendencia a la desaparición del vocativo, ya que cada vez se sustituye más por el nominativo.
Además del rumano, el francés antiguo y el antiguo sursilvano (dialecto del romanche) conservan vestigios del caso. El rumano hasta la actualidad, el francés antiguo hasta el siglo XIII o XIV y el antiguo sursilvano hasta el siglo XVIII. 
En rumano y también en catalán, en asturiano, en gallego y en portugués el numeral dos (2) todavía conserva formas diferentes para el masculino y para el femenino, como en el latín duo, duae. Hay que destacar que la desaparición del sistema de casos latino se ha visto acompañado por un aumento significativo del uso de las preposiciones, que a grandes rasgos tienen la misma función, indicando el papel sintáctico del nombre que acompañan dentro de una frase.
El sistema de casos latino no ha tenido una influencia importante en las lenguas no romances con las cuales entró en contacto. Esto se debe a que las lenguas indoeuropeas con un sistema de casos tienden a ser muy conservadoras en este aspecto, y por consecuencia se resisten mucho a las modificaciones por influencia extranjera. En cambio, las palabras latinas que han pasado a ser préstamos lingüísticos para estas lenguas sí que pueden conservar vestigios de su origen latino. Por ejemplo, en inglés los términos antenna ("antena"), radius ("radio") y curriculum ("currículum") se pluralizan como antennae, radii y curricula, en lugar de pluralizarse como palabras típicamente inglesas: antennas*, radiuses* y curriculums*, aunque estos sufijos adoptan una pronunciación que no corresponde a la latina. También se pueden observar que ambas terminaciones dependen del campo semántico, como por ejemplo antennas y antennae, donde el sufijo regular hace referencia a la antena de un aparato (normalmente en el habla cotidiana) y el préstamo del latín hace referencia a la antena de un animal (en el campo semántico de la biología, normalmente en un ámbito científico).